# فهرست کشورهای صدرنشین در رتبه‌بندی‌های بین‌المللی
جدول زیر آماری‌ترین کشورها را در ایان موضوعات خاص و زمینه‌های مختلف نشان می‌دهد. تنها آمارهای رسمی منتشر شده در این جدول به نمایش درآمده‌اند. برای دیدن آمار مربوط موضوعات طبیعی همچون کوچک‌ترین و بزرگ‌ترین شهرها یا آمار صنایع ساخت بشر همچون بزرگ‌ترین پل به مقاله فهرست آماری ترین‌های اشیا بر پایه کشور مراجعه کنید.

۲۵. دارای کم ارزش ترین پول جهان. هر دلار آمریکا در حال حاضر در ماه اوریل۲۰۲۵ حدودا یک میلیون ریال ایران میباشد.
flag|Thailand}}||بیشترین تعداد بودایی در یک کشور(۹۵/۷٪ بودایی)||دین||۲۰۰۹
| شماره | کشور | عملکرد | زمینه عملکرد     | تاریخ   |
| ----- | --- | --- | ---------------- | ------- |
| ۱.    | افغانستان | بزرگ‌ترین تولیدکنندهٔ تریاک غیرقانونی (۹۵٪ از بازار جهانی (۶۴ میلیارد دلار)، با ۲٫۹ میلیون کشاورز تریاک) | مواد مخدر        | ۲۰۰۸    |
| ۲.    | افغانستان | بزرگ‌ترین تولیدکنندهٔ حشیش(بیش از ۳٬۵۰۰ تن تولید سالانه حشیش) | مواد مخدر        | ۲۰۱۰    |
| ۳.    | افغانستان | تولیدکننده بیشترین هروئین در جهان, (۳۸۰ تن هروئین در سال(~۹۰٪ تولید هروئین جهان)) | مواد مخدر        | ۲۰۱۲    |
| ۴.    | افغانستان | بیشترین فساد اداری برطبق شفافیت بین‌الملل (برابر با سومالی و کره شمالی) | سیاست            | ۲۰۱۲    |
| ۷.    | افغانستان | بالاترین میزان مرگ و میر نوزادان,(۱۰۳٫۰۶ مرگ در ۱۰۰۰ نوزاد متولد شده) | جمعیت‌شناسی       | ۲۰۲۳    |
| ۲.    | پاناما | بالاترین میزان رشد تولیدات صنعتی,٪ ۳۷٫۵ | صنعت             | ۲۰۲۱    |
| ۱.    | چین | بزرگ‌ترین صادرکننده گلابی , (۴۸۲٬۰۰۰ تن) | کشاورزی          | ۲۰۲۲    |
| ۲.    | آندورا | بیشترین سرانهٔ ورود گردشگر, ۱۲۱ | اقتصاد گردشگری   | ۲۰۰۸    |
| ۲.    | مالزی | بزرگ‌ترین صادرکننده روغن گیاهی , $۱٬۶۳۰٬۰۰۰٬۰۰۰ دلار | کشاورزی          | ۲۰۲۱    |
| ۳.    | آرژانتین | بیشترین سرانهٔ مصرف گوشت, ۶۵٫۲ کیلوگرم/سال | مصرف             | ۲۰۰۶    |
| ۴.    | آرژانتین | بزرگ‌ترین تولیدکنندهٔ ماته، ۶۸۴٬۶۵۶ تُن در سال | کشاورزی          | ۲۰۰۶    |
| ۵.    | آرژانتین | بهترین عملکرد در مسابقات قهرمانی جهان تنیس پادل (در بخش مردان)، ۷ مدال طلا، ۹ مدال در مجموع | ورزش             | ۲۰۰۹    |
| ۶.    | آرژانتین | بهترین عملکرد در مسابقات قهرمانی جهان تنیس پادل (در بخش زنان)، ۷ مدال طلا، ۹ مدال در مجموع | ورزش             | ۲۰۰۹    |
| ۱.    | استرالیا | بزرگ‌ترین تولیدکننده پشم، خروجی بیش از ۴۷۵٬۰۰۰ تن | کشاورزی          | ۲۰۰۵    |
| ۲.    | استرالیا | بزرگ‌ترین تولیدکننده گوشت گوسفند | کشاورزی          | ۲۰۰۵    |
| ۳.    | استرالیا | بزرگ‌ترین ذخایر اورانیوم ۱٬۲۴۳٬۰۰۰ تن | انرژِی            | ۲۰۰۷    |
| ۴.    | استرالیا | بزرگ‌ترین تولیدکننده اکسید آلومینیوم ۱۸٬۳۱۲٬۰۰۰ تن | صنعت             | ۲۰۰۶    |
| ۵.    | استرالیا | بزرگ‌ترین تولیدکنندهٔ بوکسیت، ۶۳٬۰۰۰٬۰۰۰ تُن | صنعت             | ۲۰۰۸    |
| ۶.    | استرالیا | بزرگ‌ترین تولیدکننده تیتانیم ۱٬۲۹۱٬۰۰۰ تن | صنعت             | ۲۰۰۳    |
| ۷.    | استرالیا | بزرگ‌ترین تولیدکننده زیرکونیم ۴۲۶٬۰۰۰ تن | صنعت             | ۲۰۰۵    |
| ۸.    | استرالیا | بهترین نتایج در جام جهانی راگبی (مردان) ۲ بار قهرمانی (۱۹۹۱ و ۱۹۹۹) ۱ بار نائب قهرمانی (۲۰۰۳) | ورزش             | ۲۰۰۷    |
| ۹.    | استرالیا | بهترین نتایج در لیگ جهانی راگبی (مردان) ۹ بار قهرمانی (۱۹۵۷ , ۱۹۶۸ , ۱۹۷۰ , ۱۹۷۵ , ۱۹۷۷ , ۱۹۸۸ , ۱۹۹۲ , ۱۹۹۵ و ۲۰۰۰)                                                                                          | ورزش             | ۲۰۰۸    |
| ۱۰.   | استرالیا | بیشترین قهرمانی در جام جهانی کریکت (مردان) ۴ بار (۱۹۸۷ , ۱۹۹۹ , ۲۰۰۳ و ۲۰۰۷) | ورزش             | ۲۰۰۷    |
| ۱۱.   | استرالیا | بیشترین قهرمانی جام جهانی کریکت (زنان) ۵ بار (۱۹۷۸ , ۱۹۸۲ , ۱۹۸۸ , ۱۹۹۷ و ۲۰۰۵) | ورزش             | ۲۰۰۹    |
| ۱۲.   | استرالیا | بهترین نتایج در جام جهانی کانو پلو ۳ مدال طلا | ورزش             | ۲۰۰۹    |
| ۱۳.   | استرالیا | بهترین عملکرد قهرمانی نت بال، ۹ بار قهرمانی | ورزش             | ۲۰۰۹    |
| ۱۴.   | استرالیا | بهترین نتایج در مسابقات بین‌المللی قهرمانی اسکواش دو نفره | ورزش             | ۲۰۰۹    |
| ۱۵.   | استرالیا | بهترین نتایج در مسابقات جام جهانی اسکواش تیمی | ورزش             | ۲۰۰۹    |
| ۱۶.   | استرالیا | بهترین عملکرد در جام جهانی فوتبال لمسی‌ها | ورزش             | ۲۰۰۹    |
| ۱۷.   | استرالیا | بهترین عملکرد در مسابقات سه‌گانه قهرمانی جهان ITU (زنان), ۱۱ مدال طلا در کل ۲۶ | ورزش             | ۲۰۰۹    |
| ۱.    | اتریش | بهترین عملکرد در مسابقات جهانی اسکی آلپاین ۲۳۳ مدال | ورزش             | ۲۰۰۹    |
| ۲.    | اتریش | بهترین نتایج در جام جهانی اسکی پرشی ۵ مدال طلا ۷ مدال نقره و ۳ مدال برنز | ورزش             | ۲۰۰۹    |
| ۱.    | جمهوری آذربایجان                                                                                             | بیشترین سال تولید ناخالص داخلی اسمی به نرخ رشد سال, ۴۸٫۲۳٪ | اقتصاد           | ۲۰۰۸    |
| ۱.    | بنگلادش | بیشترین درصد از زمین‌های زراعی, ۵۵٫۳۹٪ | کشاورزی جغرافیا  | ۲۰۰۵    |
| ۳.    | بنگلادش | پایینترین سطح حقوق مالکیت با توجه به فهرست بین‌المللی حقوق مالکیت، نمره ۲٫۹ | سیاست            | ۲۰۰۸    |
| ۴.    | بنگلادش | بیشترین سران و مدیران دولتی زن, اولین رئیس دولت زن که ۱۶ سال دیگر ریاست دولت را برعهده دارد. | سیاست            | از ۲۰۱۰ |
| ۱.    | بلژیک | جهانی‌ترین کشور بر اساس شاخص جهانی شدن, ۹۱٫۹۶نمره از ۱۰۰ | سیاست            | ۲۰۰۷    |
| ۲.    | بلژیک | بهترین عملکرد در UCI Cyclo-cross World Championships, مردان, مدال طلا ۲۵، مجموع مدال ۵۲ | ورزش             | ۲۰۰۹    |
| ۳.    | بلژیک | بهترین عملکرد در مسابقات جهانی جاده UCI (مسابقه جاده مردان)، ۲۵ مدال طلا، ۴۷ مدال کل | ورزش             | ۲۰۰۹    |
| ۴.    | بلژیک | بهترین نتایج در قهرمانی موتورکراس جهان | ورزش             | ۲۰۰۹    |
| ۱.    | بوتان (کشور)                                                                                                 | بالاترین GDP (real) رشد سالانهٔ ناخالص داخلی , ۲۱٫۴۰٪ (اطلاعات‌نامه جهان est.) | اقتصاد           | ۲۰۰۸    |
| ۱.    | برزیل | بزرگ‌ترین تولیدکننده مرکبات در جهان، خروجی ۲۰٬۶۸۲٬۳۰۹ تن | کشاورزی          | ۲۰۰۷    |
| ۲.    | برزیل | بزرگ‌ترین تولیدکننده پرتقال در جهان بیشتر از ۱۷٬۸ میلیون تن در سال | کشاورزی          | ۲۰۰۵    |
| ۳.    | برزیل | بزرگ‌ترین تولیدکننده لوبیا سبز در جهان بیشتر از ۳٬۳۳۰٬۴۳۵ تن در سال | کشاورزی          | ۲۰۰۸    |
| ۴.    | برزیل | بزرگ‌ترین تولیدکننده قهوه در جهان بیشتر از ۳٬۳۳۰٬۴۳۵ در سال | کشاورزی          | ۲۰۰۸    |
| ۵.    | برزیل | بزرگ‌ترین تولیدکننده نیشکر در جهان بیشتر از ۵۱۴٬۰۷۹٬۷۲۹ تن در سال | کشاورزی          | ۲۰۰۸    |
| ۶.    | برزیل | بزرگ‌ترین تولیدکننده سیزال، خروجی ۱۱۳۳۰۰ تُن | کشاورزی          | ۲۰۰۷    |
| ۷.    | برزیل | بیشترین تعداد قبیلهٔ جداشده, ۶۷ | جمعیت‌شناسی       | ۲۰۰۹    |
| ۸.    | برزیل | بیشترین تنوع زیستی, با بیشترین انواع شناخته‌شده گیاهان (۵۵٬۰۰۰), ماهیان آب شیرین (۳۰۰۰) و پستانداران (بیش از ۵۲۰ عدد)                                                                                          | محیط زیست        | ۲۰۱۰    |
| ۹.    | برزیل | بزرگ‌ترین منابع آب شیرین تجدید پذیر, ۸٬۲۳۳ متر مکعب/سال | جغرافی           | ۲۰۰۰    |
| ۱۰.   | برزیل | بزرگ‌ترین تولیدکننده نوبیوم, ۴۰٬۰۰۰ تن | صنعت             | ۲۰۰۷    |
| ۱۱.   | برزیل | بیشترین ذخیرهٔ توریم جهان, ۶۰۶٬۰۰۰ تن | صنعت             | ۲۰۰۱    |
| ۱۲.   | برزیل | بیشترین قهرمانی در جام‌های جهانی فوتبال در سال‌های (۱۹۵۸, ۱۹۶۲, ۱۹۷۰, ۱۹۹۴, ۲۰۰۲ | ورزش             | ۲۰۰۶    |
| ۱۳.   | برزیل | بیشترین قهرمانی در جام باشگاه‌های جهان (۲۰۰۰ , ۲۰۰۵ و ۲۰۰۶) | ورزش             | ۲۰۰۸    |
| ۱۴.   | برزیل | بیشترین قهرمانی در جام جهانی فوتبال ساحلی ۱۲ بار (۱۹۹۵ , ۱۹۹۶ , ۱۹۹۷ , ۱۹۹۸ , ۱۹۹۹ , ۲۰۰۰ , ۲۰۰۱ , ۲۰۰۲ , ۲۰۰۳ , ۲۰۰۴ , ۲۰۰۶ , ۲۰۰۷ , ۲۰۰۸)                                                                   | ورزش             | ۲۰۰۸    |
| ۱۵.   | برزیل | بهترین نتایج در جام جهانی فوتسال ۴ بار قهرمان (۱۹۸۹ , ۱۹۹۲ , ۱۹۹۶ , ۲۰۰۸) | ورزش             | ۲۰۰۸    |
| ۱۶.   | برزیل | بهترین نتایج در جام جهانی هندبال ساحلی ۲ مدال طلا ۴ مدال در مجموع | ورزش             | ۲۰۰۸    |
| ۱۷.   | برزیل | بهترین نتایج در جام جهانی والیبال ساحلی ۷ مدال طلا ۱۹ مدال در مجموع | ورزش             | ۲۰۰۸    |
| ۱۸.   | برزیل | بهترین عملکرد در مسابقات جهانی چوگان,۳ بار برنده (۱۹۹۵، ۲۰۰۱، ۲۰۰۴)، ۲ بار نایب قهرمان (۱۹۹۸، ۲۰۰۸) | ورزش             | ۲۰۰۸    |
| ۱۹.   | برزیل | بزرگ‌ترین تولیدکننده هرزنامه‌های الکترونیکی,۷٫۷ تریلیون پیام در سال | فناوری           | ۲۰۰۷    |
| ۱.    | نیجر | بدترین وضعیت آموزش و پرورش با توجه بهفهرست آموزش و پرورش, | کیفیت زندگی      | ۲۰۰۹    |
| ۲.    | بورکینافاسو                                                                                                  | پایینترین نرخ سواد, ۲۳٫۶٪ از جمعیت | کیفیت زندگی      | ۲۰۰۹    |
| ۱.    | بوروندی | بالاترین نرخ شهرنشینی, +۶٫۸٪ از جمعیت شهری در سال | جمعیت‌شناسی       | ۲۰۰۸    |
| ۲.    | بوروندی | پایینترین تولید ناخالص داخلی (اسمی) سرانه | اقتصاد           | ۲۰۰۷    |
| ۳.    | بوروندی | کمترین میزان جهانی شدن کشور بر اساس شاخص جهانی شدن، امتیاز ۲۵/۷۵ | سیاست            | ۲۰۰۷    |
| ۴.    | بوروندی | پایینترین رضایت از زندگی با توجه به فهرست رضایت از زندگی, ۱۰۰ | کیفیت زندگی      | ۲۰۰۶    |
| ۱.    | کانادا | بزرگ‌ترین تولیدکننده تخم کتان، خروجی ۶۳۳٬۵۰۰ تن | کشاورزی          | ۲۰۰۷    |
| ۲.    | کانادا | بزرگ‌ترین تولیدکننده دانه قناری، خروجی ۱۱۷٬۳۰۰ تن | کشاورزی          | ۲۰۰۵    |
| ۳.    | کانادا | بزرگ‌ترین تولیدکننده شیره درخت افرا , خروجی ۱۴۸۹۰ کیلو لیتر | کشاورزی          | ۱۹۹۵    |
| ۴.    | کانادا | بزرگ‌ترین تولیدکننده اورانیوم بیشتر از ۹٬۸۶۲ تن | انرژی            | ۲۰۰۸    |
| ۵.    | کانادا | بزرگ‌ترین مساحت آبی ۸۹۱٬۱۶۳ کیلومتر مربع | جغرافی           | ۲۰۰۹    |
| ۶.    | کانادا | درازترین خط ساحلی, ۲۴۳٬۷۹۲ کیلومتر | جغرافی           | ۲۰۰۹    |
| ۷.    | کانادا | کسب بالاترین شاخص توسعه انسانی (HDI) در اکثر سالها، ۱۰ سال از ۱۹ سال رسیده | کیفیت زندگی      | ۲۰۰۹    |
| ۸.    | کانادا | بهترین performance at World Curling Men's Championships, 31 gold medals, 45 total medals | ورزش             | ۲۰۰۹    |
| ۹.    | کانادا | بهترین performance at World Curling Women's Championships, 15 gold medals, 26 total medals | ورزش             | ۲۰۰۹    |
| ۱۰.   | کانادا | بیشترین در جام جهانی هاکی روی یخ زنان ۹ بار قهرمانی | ورزش             | ۲۰۰۸    |
| ۱.    | جمهوری آفریقای مرکزی                                                                                         | Least easy business doing according to شاخص آسانی انجام کسب و کار | اقتصاد           | ۲۰۰۹    |
| ۱.    | شیلی | دارنده بیشترین ذخایر و معادن مس, ۵٬۳۶۰٬۸۰۰ tons | صنعت             | ۲۰۰۶    |
| ۲.    | شیلی | بزرگ‌ترین تولیدکننده ید ۱۵٬۳۴۶ تن | صنعت             | ۲۰۰۵    |
| ۳.    | شیلی | بزرگ‌ترین تولیدکننده لیتیم ۱۲٬۰۰۰ تن | صنعت             |         |
| ۴.    | شیلی | بیشترین ذخیره لیتیم ۳۰۰٬۰۰۰ تن | صنعت             |         |
| ۵.    | شیلی | بزرگ‌ترین تولیدکننده رنیم tons | صنعت             | ۲۰۰۵    |
| ۶.    | شیلی | بیشترین ذخایر رنیم tons | صنعت             | ۲۰۰۵    |
| ۱.    | چین | بیشترین تولید برنج ۱۸۲٬۰۴۲٬۰۰۰ تن | کشاورزی          | ۲۰۰۵    |
| ۲.    | چین | بزرگ‌ترین تولیدکننده گندم ۱۰۹٫۹ میلیون تن | کشاورزی          | ۲۰۰۷    |
| ۳.    | چین | بزرگ‌ترین تولیدکننده میوه و سبزیجات بیشتر از ۵۰۶٬۶۳۴٬۰۰۰ تن | کشاورزی          | ۲۰۰۴    |
| ۴.    | چین | بزرگ‌ترین تولیدکننده سیب بیشتر از ۲۶٬۰۶۵٬۵۰۰ تن | کشاورزی          | ۲۰۰۶    |
| ۵.    | چین | بزرگ‌ترین تولیدکننده سیر بیشتر از ۱۲٬۰۸۸٬۰۰۰ | کشاورزی          | ۲۰۰۸    |
| ۶.    | چین | بزرگ‌ترین تولیدکننده گلابی و ذرت، output of ۱۱٬۵۳۷٬۰۰۰ tons | کشاورزی          | ۲۰۰۵    |
| ۷.    | چین | بزرگ‌ترین تولیدکننده نارنگی بیشتر از ۱۴٬۱۵۲٬۰۰۰ تن | کشاورزی          | ۲۰۰۷    |
| ۸.    | چین | بزرگ‌ترین تولیدکننده هلو و شلیل بیشتر از ۶٬۰۳۰٬۰۰۰ تن | کشاورزی          | ۲۰۰۵    |
| ۹.    | چین | بزرگ‌ترین تولیدکننده آلو وآلوچه جنگلی, output of ۴٬۶۳۵٬۵۰۰ tons | کشاورزی          | ۲۰۰۵    |
| ۱۰.   | چین | بزرگ‌ترین تولیدکننده خرمالو بیشتر از ۱٬۹۸۷٬۰۰۰ تن | کشاورزی          | ۲۰۰۶    |
| ۱۱.   | چین | بزرگ‌ترین تولیدکننده گوجه فرنگی ۳۲٬۵۴۰٬۰۴۰ تن | کشاورزی          | ۲۰۰۶    |
| ۱۲.   | چین | بزرگ‌ترین تولیدکننده هندوانه ۶۹٬۳۱۵٬۰۰۰ تن | کشاورزی          | ۲۰۰۵    |
| ۱۳.   | چین | بزرگ‌ترین chestnut تولیدکننده, output of ۸۲۵٬۰۰۰ tons | کشاورزی          | ۲۰۰۵    |
| ۱۴.   | چین | بزرگ‌ترین تولیدکننده گردو ۴۹۹٬۰۷۰ تن | کشاورزی          | ۲۰۰۵    |
| ۱۵.   | چین | بزرگ‌ترین تولیدکننده بادام زمینی | کشاورزی          | ۲۰۰۸    |
| ۱۶.   | چین | بزرگ‌ترین تولیدکننده بادمجان بیشتر از ۱۸٬۰۳۳٬۰۰۰ تن | کشاورزی          | ۲۰۰۸    |
| ۱۷.   | چین | بزرگ‌ترین تولیدکننده هویج و شلغم, output of ۸٬۳۹۵٬۵۰۰ tons | کشاورزی          | ۲۰۰۵    |
| ۱۸.   | چین | بزرگ‌ترین تولیدکننده سیب زمینی بیشتر از ۷۰ میلیون تن | کشاورزی          | ۲۰۰۶    |
| ۱۹.   | چین | بزرگ‌ترین تولیدکننده کلم بیشتر از ۳۶٬۳۳۵٬۰۰۰ تن | کشاورزی          | ۲۰۰۸    |
| ۲۰.   | چین | بزرگ‌ترین تولیدکننده گل کلم و کلم بروکلی , output of ۸٬۵۸۵٬۰۰۰ tons | کشاورزی          | ۲۰۰۵    |
| ۲۱.   | چین | بزرگ‌ترین تولیدکننده اسفناج بیشتر از ۱۱٬۰۱۱٬۰۰۰ تن | کشاورزی          | ۲۰۰۵    |
| ۲۲.   | چین | بزرگ‌ترین تولیدکننده کاهو و کاسنی, output of ۱۱٬۰۰۵٬۰۰۰ tons | کشاورزی          | ۲۰۰۵    |
| ۲۳.   | چین | بزرگ‌ترین تولیدکننده مارچوبه, output of ۵٬۹۰۶٬۰۰۰ tons | کشاورزی          | ۲۰۰۵    |
| ۲۴.   | چین | بزرگ‌ترین تولیدکننده پیاز و موسیر بیشتر از ۱۷٬۷۹۳٬۰۰ تن | کشاورزی          | ۲۰۰۵    |
| ۲۵.   | چین | بزرگ‌ترین تولیدکننده خیار و نخود فرنگی, output of ۲۶٬۰۰۰٬۰۰۰ tons | کشاورزی          | ۲۰۰۵    |
| ۲۶.   | چین | بزرگ‌ترین تولیدکننده ماهی بیشتر از ۴۹٬۴۶۷٬۲۷۵ تن | کشاورزی          | ۲۰۰۵    |
| ۲۷.   | چین | بزرگ‌ترین تولیدکننده گیاهان آبزی, output of ۱۱٬۱۶۳٬۶۷۵ tons | کشاورزی          | ۲۰۰۵    |
| ۲۸.   | چین | بزرگ‌ترین تولیدکننده عسل بیشتر از ۲۹۸٬۰۰۰ تن | کشاورزی          | ۲۰۰۵    |
| ۲۹.   | چین | بزرگ‌ترین تولیدکننده قارچ و قارچ خوراکی دنبلان, output of ۱٬۴۱۰٬۵۴۰ tons | کشاورزی          | ۲۰۰۵    |
| ۳۰.   | چین | بزرگ‌ترین تولیدکننده پنبه بیشتر از ۱۱٬۴۰۰٬۰۰۰ تن | کشاورزی          | ۲۰۰۵    |
| ۳۱.   | چین | بزرگ‌ترین تولیدکننده ابریشم بیشتر از ۲۹۰٬۰۰۳ تن | کشاورزی          | ۲۰۰۵    |
| ۳۲.   | چین | بزرگ‌ترین تولیدکننده کلزا, output of 10.3 million metric tons | کشاورزی          | ۲۰۰۷    |
| ۳۳.   | چین | بزرگ‌ترین تولیدکننده چای بیشتر از ۱٬۱۸۳٬۵۰۲ میلیون تن | کشاورزی          | ۲۰۰۷    |
| ۳۴.   | چین | بزرگ‌ترین تولیدکننده توتون بیشتر از ۲٬۲۹۸٬۸۰۰ تن | کشاورزی          | ۲۰۰۰    |
| ۳۵.   | چین | بزرگ‌ترین livestock of domestic sheep, ۱۵۷٬۹۰۰٬۰۰۰ heads | کشاورزی          | ۲۰۰۴    |
| ۳۶.   | چین | بزرگ‌ترین livestock of domestic pig, ۴۸۸٬۸۰۰٬۰۰۰ heads | کشاورزی          | ۲۰۰۵    |
| ۳۷.   | چین | بزرگ‌ترین livestock of mules, ۴٬۱۹۴٬۰۰۰ heads | کشاورزی          | ۲۰۰۳    |
| ۳۸.   | چین | بزرگ‌ترین livestock of donkeys, ۸٬۴۹۹٬۰۰۰ heads | کشاورزی          | ۲۰۰۳    |
| ۳۹.   | چین | بزرگ‌ترین livestock of horses, ۸٬۰۸۸٬۰۰۰ heads | کشاورزی          | ۲۰۰۳    |
| ۴۰.   | چین | بزرگ‌ترین مصرف‌کننده برنج ۱۳۵ میلیون تن در سال | مصرف             | ۲۰۰۴    |
| ۴۱.   | چین | بزرگ‌ترین بازار ماشین, ۱۳٫۶۴ میلیون ماشین | حمل و نقل        |         |
| ۴۲.   | چین | بیشترین جمعیت در جهان ۱٬۳۱۵٬۸۴۴٬۰۰۰ نفر | جمعیت‌شناسی       | ۲۰۰۶    |
| ۴۳.   | چین | بزرگ‌ترین نیروی کار جهان, ۸۰۷٬۷۰۰٬۰۰۰ | اقتصاد           | ۲۰۰۸    |
| ۴۴.   | چین | بزرگ‌ترین تولیدکننده انرژی قابل تجدید | انرژی            | ۲۰۰۶    |
| ۴۵.   | چین | , ۵۸۵٫۲ هیدرو الکتریک TW•h per year | انرژی            | ۲۰۰۷    |
| ۴۶.   | چین | بزرگ‌ترین تولیدکننده زغال سنگ بیشتر از ۲٬۵۳۶٫۷ تن | انرژی            | ۲۰۰۷    |
| ۴۷.   | چین | بزرگ‌ترین تولیدکننده توربین بادی | انرژی            | ۲۰۰۹    |
| ۴۸.   | چین | بزرگ‌ترین تولیدکننده صفحات خورشیدی | انرژی            | ۲۰۰۹    |
| ۴۹.   | چین | بیشترین تولید گازهای گلخانه‌ای دی‌اکسید کربن, ۶٬۱۰۳٬۴۹۳٬۰۰۰ متریک تن | محیط زیست        | ۲۰۰۶    |
| ۵۰.   | چین | بزرگ‌ترین forex reserves, $۲٬۲۷۳٬۰۰۰٬۰۰۰٬۰۰۰ | اقتصاد           | ۲۰۰۹    |
| ۵۱.   | چین | بزرگ‌ترین صادرکننده, $۱٬۲۰۰٬۰۰۰٬۰۰۰٬۰۰۰ | اقتصاد           | ۲۰۰۹    |
| ۵۲.   | چین | بالاترین تراز حساب جاری, $۳۷۱٬۸۳۳٬۰۰۰٬۰۰۰ | اقتصاد           | ۲۰۰۷    |
| ۵۳.   | چین | بالاترین ارتفاع از سطح دریا, ۸٬۸۴۸ m (۲۹٬۰۲۹ ft) at کوه اورست (shared with نپال) | جغرافیا          | ۲۰۰۹    |
| ۵۴.   | چین | طولانی‌ترین مرز زمینی, ۲۲٬۱۱۷ km (۲۲٬۱۴۷ km if هنگ کنگ and ماکائو، the two special administrative regions are counted)                                                                                         | جغرافیا          | ۲۰۰۹    |
| ۵۵.   | چین | پر همسایه‌ترین کشور, ۱۴ (۱۶ if هنگ کنگ and ماکائو، the two special administrative regions are counted), the same number as with روسیه                                                                          | جغرافیا          | ۲۰۰۹    |
| ۵۶.   | چین | بزرگ‌ترین تولیدکننده طلا ۳۳۰ تن | صنعت             | ۲۰۲۲    |
| ۵۷.   | چین | بزرگ‌ترین تولیدکننده آلومینیم ۳۷٬۰۰۰٬۰۰۰ تن | صنعت             | ۲۰۲۰    |
| ۵۸.   | چین | بزرگ‌ترین تولیدکننده آنتیموان ۱۲۶٬۰۰۰ تن | صنعت             | ۲۰۰۵    |
| ۵۹.   | چین | بزرگ‌ترین تولیدکننده آرسنیک | صنعت             | ۲۰۰۶    |
| ۶۰.   | چین | بزرگ‌ترین تولیدکننده بیسموت ۱٬۹۰۰ تن | صنعت             | ۲۰۰۶    |
| ۶۱.   | چین | بزرگ‌ترین تولیدکننده کادمیم, ۳٬۰۰۰ تن | صنعت             | ۲۰۰۵    |
| ۶۲.   | چین | بزرگ‌ترین تولیدکننده سیمان ۱٬۰۳۸٬۰۰۰٬۰۰۰ تن | صنعت             | ۲۰۰۵    |
| ۶۳.   | چین | بزرگ‌ترین تولیدکننده فلوئور ۳٬۰۰۰٬۰۰۰ تن | صنعت             | ۲۰۰۶    |
| ۶۴.   | چین | بزرگ‌ترین تولیدکننده آهن, ۵۸۸٬۰۰۰٬۰۰۰ تن | صنعت             | ۲۰۰۶    |
| ۶۵.   | چین | بزرگ‌ترین تولیدکننده منگنز ۶٬۰۰۰٬۰۰۰ تن | صنعت             | ۲۰۰۶    |
| ۶۶.   | چین | بزرگ‌ترین تولیدکننده جیوه, ۱٬۱۵۰ تن | صنعت             | ۲۰۰۵    |
| ۶۷.   | چین | بزرگ‌ترین تولیدکننده میکا ۸۹٬۰۰۰ تن | صنعت             | ۲۰۰۵    |
| ۶۸.   | چین | بزرگ‌ترین تولیدکننده استیل, ۵۰۰٬۵۰۰٬۰۰۰ تن | صنعت             | ۲۰۰۸    |
| ۶۹.   | چین | بزرگ‌ترین تولیدکننده استرانسیم ۷۰۰٬۰۰۰ تن | صنعت             | ۲۰۰۵    |
| ۷۰.   | چین | بزرگ‌ترین تولیدکننده قلع ۱۲۰٬۰۰۰ تن | صنعت             | ۲۰۰۵    |
| ۷۱.   | چین | بزرگ‌ترین ذخیره قلع ۱٬۷۰۰٬۰۰۰ تن | صنعت             | ۲۰۰۶    |
| ۷۲.   | چین | بزرگ‌ترین تولیدکننده تنگستن ۴۶٬۹۰۰ تن | صنعت             | ۲۰۰۵    |
| ۷۳.   | چین | بزرگ‌ترین تولیدکننده روی, ۲٬۶۰۰٬۰۰۰ تن | صنعت             | ۲۰۰۶    |
| ۷۴.   | چین | بزرگ‌ترین تولیدکننده موتورسیکلت, ۱۳٬۷۹۰٬۰۰۰ موتور | حمل و نقل        | ۲۰۰۹    |
| ۷۵.   | چین | بزرگ‌ترین ارتش براساس داشتن سربازان فعال, ۲٫۲۵ میلیون نفر | نظامی            | ۲۰۰۵    |
| ۷۶.   | چین | بزرگ‌ترین نیروی پلیس, ۱٬۷۸۰٬۰۰۰ پلیس | نظامی            | ۲۰۱۰    |
| ۷۷.   | چین | Most frigates in operation, ۴۹ | نظامی            |         |
| ۷۸.   | چین | بهترین عملکرد برای تیم ملی بانوان بدمینتون, ۱۱ تیم برنده | ورزش             | ۲۰۰۹    |
| ۷۹.   | چین | بهترین performance at World Badminton Championships, 43 gold medals won | ورزش             | ۲۰۰۹    |
| ۸۰.   | چین | بهترین performance at World Amateur Go Championship, 18 wins | ورزش             | ۲۰۰۹    |
| ۸۱.   | چین | بهترین عملکرد در پینگ پونگ, ۳۵ تیم برنده | ورزش             | ۲۰۰۹    |
| ۸۲.   | چین | بهترین performance at World Weightlifting Championships (women), 314 gold medals, 423 total medals | ورزش             | ۲۰۰۷    |
| ۸۳.   | چین | بالاترین نرخ اعدام در سال,officially not released.at least 1700 (estimated) | سیاسی            | ۲۰۰۹    |
| ۸۴.   | چین | Leading surveillance society (Endemic surveillance society) | نظارت            | ۲۰۰۷    |
| ۸۵.   | چین | بیشترین کاربران اینترنت ۲۹۸٬۰۰۰٬۰۰۰ نفر | فناوری           | ۲۰۰۹    |
| ۸۶.   | چین | بیشترین استفاده‌کنندگان از خط تلفن اصلی ۳۶۸٬۰۰۰٬۰۰۰ | فناوری           | ۲۰۰۶    |
| ۸۷.   | چین | بیشترین استفاده از تلفن همراه ۷۰۳٬۰۰۰٬۰۰۰ | فناوری           | ۲۰۰۹    |
| ۸۸.   | چین | بزرگ‌ترین طول مسیر آبراهه, ۱۱۰٬۰۰۰ km | حمل و نقل        | ۲۰۰۸    |
| ۸۹.   | چین | بزرگ‌ترین total length of high-speed railways, ۶٬۰۰۳ km | حمل و نقل        | ۲۰۰۹    |
| ۱.    | جمهوری کنگو                                                                                                  | Lowest energy intensity, ۳۰٫۵ toe per 1 million dollars of GDP | انرژی            | ۲۰۰۳    |
| ۱.    | کلمبیا | بزرگ‌ترین تولیدکننده زمرد | صنعت             | ۲۰۰۹    |
| ۱.    | کاستاریکا | بالاترین environmental happiness according to Happy Planet Index, score of ۷۶٫۱ | کیفیت زندگی      | ۲۰۰۹    |
| ۱.    | ساحل عاج | بزرگ‌ترین تولیدکننده کاکائو ۱٬۳۳۰٬۰۰۰ تن | کشاورزی          | ۲۰۰۵    |
| ۱.    | کوبا | بیشترین قهرمانی در جام جهانی بیس بال ۲۵ مدال طلا | ورزش             | ۲۰۰۹    |
| ۲.    | کوبا | بهترین نتایج در جام جهانی بوکس ۲ بار قهرمانی (۲۰۰۶٬۲۰۰۸) | ورزش             | ۲۰۰۸    |
| ۳.    | کوبا | بیشترین قهرمانی در جام جهانی والیبال زنان ۴ بار ۱۹۸۹٬۱۹۹۱٬۱۹۹۵٬۱۹۹۹ | ورزش             | ۲۰۰۹    |
| ۱.    | جمهوری چک | بالاترین consumption of beer per capita, 156.9 liters / year | مصرف             | ۲۰۰۴    |
| ۱.    | جمهوری دموکراتیک کنگو                                                                                        | بالاترین percentage of population suffering from undernourishment, ۷۵٪ | جمعیت‌شناسی       | ۲۰۰۶    |
| ۲.    | جمهوری دموکراتیک کنگو                                                                                        | بالاترین energy intensity, 4746.3 toe per 1 million dollars of GDP | انرژی            | ۲۰۰۳    |
| ۳.    | جمهوری دموکراتیک کنگو                                                                                        | بزرگ‌ترین تولیدکننده کوبالت, ۲۲٬۰۰۰ tons | صنعت             | ۲۰۰۵    |
| ۱.    | دانمارک | بیشترین برابری درآمدها according to سازمان ملل متحد | اقتصاد           | ۱۹۹۷    |
| ۲.    | دانمارک | بالاترین minimum wage, ۲۲٬۷۱۳ (Intl. dollars) | اقتصاد           | ۲۰۰۸    |
| ۳.    | دانمارک | Most northernmost point on land, ۸۳°40'N at Kaffeklubben Island, گرینلند | جغرافیا          | ۲۰۰۹    |
| ۴.    | دانمارک | بالاترین satisfaction with life according to فهرست کشورها بر پایه شاخص رضایت از زندگی, ۲۷۳٫۴ | کیفیت زندگی      | ۲۰۰۶    |
| ۱.    | مصر | بزرگ‌ترین date producer, output of ۱٬۳۱۳٬۶۹۰ tons | کشاورزی          | ۲۰۰۷    |
| ۱.    | استونی | بالاترین prevalence of females in population, 0.84 males per زن | جمعیت‌شناسی       | ۲۰۰۹    |
| ۱.    | اتیوپی | بهترین performance at World Cross Country Running Championships, 27 wins | ورزش             | ۲۰۰۹    |
| ۱.    | فیجی | بهترین performance at Rugby World Cup Sevens (men), 2 times winner (۱۹۹۷، ۲۰۰۵) | ورزش             | ۲۰۰۸    |
| ۱.    | فنلاند | بالاترین consumption of coffee per capita, 11.4 kg / year | مصرف             |         |
| ۲.    | فنلاند | بهترین student performance in science | کیفیت زندگی      | ۲۰۰۶    |
| ۳.    | فنلاند | Most property rights according to International Property Rights Index, score of ۸٫۶ | سیاست            | ۲۰۰۸    |
| ۴.    | فنلاند | بالاترین prosperity according to شاخص رفاه لگاتوم | کیفیت زندگی      | ۲۰۰۹    |
| ۵.    | فنلاند | بهترین performance at Drivers' World Rally Championship, 14 wins by 7 drivers | ورزش             | ۲۰۰۹    |
| ۶.    | فنلاند | Most technologically advanced according to the UN's Technology Achievement Index, 0.744 | فناوری           | ۲۰۰۱    |
| ۱.    | فرانسه | بزرگ‌ترین sugar beet producer, output of 29 million metric tons | کشاورزی          | ۲۰۰۵    |
| ۲.    | فرانسه | بزرگ‌ترین indigenous duck meat producer | کشاورزی          | ۲۰۰۵    |
| ۳.    | فرانسه | بزرگ‌ترین producer of pharmaceutical products | صنعت             | ۲۰۰۷    |
| ۴.    | فرانسه | بزرگ‌ترین صادر کننده عطر | صنعت             | ۲۰۰۷    |
| ۵.    | فرانسه | بالاترین consumption of شراب per capita, 55.85 liters / year | مصرف             |         |
| ۶.    | فرانسه | بزرگ‌ترین percentage of nuclear energy in total energy production, ۷۶٫۲٪ | انرژی            | ۲۰۰۸    |
| ۷.    | فرانسه | بزرگ‌ترین صادر کننده برق, ۶۷٬۶۰۰ million kWh | انرژی            | ۲۰۰۷    |
| ۸.    | فرانسه | Most time zones (overseas territories included), ۱۲ | جغرافیا          | ۲۰۰۹    |
| ۹.    | فرانسه | بهترین performance at World Championships of Basque Pelota, 58 gold medals, 140 total medals | ورزش             | ۲۰۰۹    |
| ۱۰.   | فرانسه | بهترین performance at UCI Road World Championships (Women's Road Race), 9 gold medals, 15 total medals | ورزش             | ۲۰۰۹    |
| ۱۱.   | فرانسه | بهترین performance at Endurance FIM World Championship (motorcycle racing) | ورزش             | ۲۰۰۹    |
| ۱۲.   | فرانسه | بیشترین بازدید گردشگران در یک سال, 81.9 million | گردشگری          | ۲۰۰۷    |
| 1.    | گرجستان | The number one economic reformer in the world, Improved in one year from 112th to 18th position in the rank of ease of doing business                                                                         | اقتصاد           | ۲۰۰۹    |
| ۱.    | آلمان | بزرگ‌ترین تولیدکننده رازک, output of ۳۴٬۴۳۸ tons | کشاورزی          | ۲۰۰۵    |
| ۲.    | آلمان | بزرگ‌ترین producer of lignite, ۱۷۵٬۴۰۰٬۰۰۰ tons | انرژی            | ۲۰۰۱    |
| ۳.    | آلمان | Most Winter Olympic medals, 128 gold medals, 358 total medals | ورزش             | ۲۰۱۰    |
| ۴.    | آلمان | بهترین performance at FIBT World Championships (bobsleigh and skeleton), 58 gold medals, 146 total medals | ورزش             | ۲۰۰۹    |
| ۵.    | آلمان | بهترین performance at ICF Canoe Polo World Championships (women), 3 gold medals, 7 total medals | ورزش             | ۲۰۰۹    |
| ۶.    | آلمان | بهترین performance at ICF Canoe Sprint World Championships, 171 gold medals, 406 total medals | ورزش             | ۲۰۰۹    |
| ۷.    | آلمان | بهترین performance at ICF Canoe Slalom World Championships, 92 gold medals, 252 total medals | ورزش             | ۲۰۰۹    |
| ۸.    | آلمان | بهترین performance at UCI Cyclo-cross World Championships, Women, 4 gold medals, 10 total medals | ورزش             | ۲۰۰۹    |
| ۹.    | آلمان | بهترین performance at UCI Indoor Cycling World Championships, 79 gold medals, 201 total medals | ورزش             | ۲۰۰۹    |
| ۱۰.   | آلمان | بهترین performance at FEI World Equestrian Games, 25 gold medals, 58 total medals | ورزش             | ۲۰۰۹    |
| ۱۱.   | آلمان | بهترین performance at equestrian Dressage World Championship, 18 gold medals | ورزش             | ۲۰۰۹    |
| ۱۲.   | آلمان | بهترین performance at Show Jumping World Championships (equestrian), 8 gold medals, 16 total medals | ورزش             | ۲۰۰۹    |
| ۱۳.   | آلمان | بهترین performance at Fistball World Cup (men), 9 gold medals, 13 total medals | ورزش             | ۲۰۰۹    |
| ۱۴.   | آلمان | بهترین performance at Fistball World Cup (women), 3 gold medals, 4 total medals | ورزش             | ۲۰۰۹    |
| ۱۵.   | آلمان | بهترین performance at Fistball World Games (men), 4 gold medals, 6 total medals | ورزش             | ۲۰۰۹    |
| ۱۶.   | آلمان | بهترین performance at جام جهانی فوتبال زنانs, 2 times winner (۲۰۰۳, ۲۰۰۷), ۱ time runner-up (۱۹۹۵) | ورزش             | ۲۰۰۸    |
| ۱۷.   | آلمان | بهترین performance at FIL World Luge Championships, 85 gold medals, 215 total medals | ورزش             | ۲۰۰۹    |
| ۱۸.   | آلمان | بهترین performance at World Sprint Speed Skating Championships for Women, 19 gold medals, 41 total medals | ورزش             | ۲۰۰۹    |
| ۱۹.   | آلمان | بهترین performance at World Single Distance Championships for Women (speed skating), 35 gold medals, 74 total medals                                                                                          | ورزش             | ۲۰۰۹    |
| ۱.    | یونان | بالاترین consumption of olive oil per capita, 26.1 kg / year | مصرف             |         |
| ۲.    | یونان | بالاترین consumption of tobacco per capita, ۴٬۳۱۳ cigarettes / year | مصرف             |         |
| ۳.    | یونان | بالاترین share of gold in total forex reserves, ۹۲٫۸٪ | دارایی           | ۲۰۰۹    |
| ۱.    | گینه | بزرگ‌ترین bauxite reserves, ۷٬۴۰۰٬۰۰۰٬۰۰۰ tons | صنعت             | ۲۰۰۸    |
| ۱.    | هندوراس | بالاترین نرخ قتل عمدی, 58 per 100000 people per year | جمعیت‌شناسی       | ۲۰۰۸    |
| ۱.    | مجارستان | بهترین performance at FINA Water Polo World Cup (men), 3 times winner (۱۹۷۹، ۱۹۹۵، ۱۹۹۹), ۳ times runner-up (۱۹۹۳، ۲۰۰۲، ۲۰۰۶)                                                                                | ورزش             | ۲۰۰۹    |
| ۱.    | ایسلند | بالاترین electricity consumption per capita, ۳٬۱۵۲W per person | انرژی مصرفی      | ۲۰۰۵    |
| ۲.    | ایسلند | Most northernmost southernmost point on land, ۶۳°17'N at سورت (جزیره) island | جغرافیا          | ۲۰۰۹    |
| ۳.    | ایسلند | بالاترین درصد کاربران اینترنت , 92% | فناوری           | ۲۰۰۹    |
| ۴.    | ایسلند | Most press freedom according to Freedom of the Press (report) | سیاست            | ۲۰۰۹    |
| ۱.    | هند | بزرگ‌ترین تولیدکننده ارزن, output of ۱۰٬۶۱۰٬۰۰۰ tons | کشاورزی          | ۲۰۰۷    |
| ۲.    | هند | بزرگ‌ترین banana producer, output of 21.77 million metric tons | کشاورزی          | ۲۰۰۷    |
| ۳.    | هند | بزرگ‌ترین lemon and lime producer, output of ۲٬۰۶۰٬۰۰۰ tons | کشاورزی          | ۲۰۰۷    |
| ۴.    | هند | بزرگ‌ترین mango producer, output of ۱۳٬۵۰۱٬۰۰۰ tons | کشاورزی          | ۲۰۰۷    |
| ۵.    | هند | بزرگ‌ترین areca nut producer, output of ۴۸۳٬۱۰۰ tons | کشاورزی          | ۲۰۰۶    |
| ۶.    | هند | بزرگ‌ترین spice producer, output of ۱٬۶۰۰٬۰۰۰ tons | کشاورزی          | ۲۰۰۴    |
| ۷.    | هند | بزرگ‌ترین ginger producer, output of ۴۲۰٬۰۰۰ tons | کشاورزی          | ۲۰۰۸    |
| ۸.    | هند | بزرگ‌ترین chickpea producer, output of ۵٬۹۷۰٬۰۰۰ tons | کشاورزی          | ۲۰۰۸    |
| ۹.    | هند | بزرگ‌ترین lentil producer, output of ۱٬۴۰۰٬۰۰۰ tons | کشاورزی          | ۲۰۰۷    |
| ۱۰.   | هند | بزرگ‌ترین jute producer, output of ۲٬۱۴۰٬۰۰۰ tons | کشاورزی          | ۲۰۰۸    |
| ۱۱.   | هند | بزرگ‌ترین milk producer, output of ۵۹٬۲۱۰٬۰۰۰ tons | کشاورزی          | ۲۰۰۷    |
| ۱۲.   | هند | بزرگ‌ترین livestock of water buffalos, ۹۷٬۷۰۰٬۰۰۰ heads | کشاورزی          | ۲۰۰۴    |
| ۱۳.   | هند | بزرگ‌ترین total freshwater withdrawal, 645.84 km³/year | مصرف             | ۲۰۰۰    |
| ۱۴.   | هند | بزرگ‌ترین سطح زمین‌های آبیاری , ۵۵۸٬۰۸۰ km² | جغرافیای کشاورزی | ۲۰۰۳    |
| ۱۵.   | هند | بزرگ‌ترین tiger headcount, 3750 tigers | محیط زیست        | ۱۹۹۰    |
| ۱.    | اندونزی | بزرگ‌ترین palm oil producer, output of ۱۵٬۹۰۰٬۰۰۰ tons | کشاورزی          | ۲۰۰۶    |
| ۲.    | اندونزی | بزرگ‌ترین cinnamon producer, output of ۶۰٬۰۰۰ tons | کشاورزی          | ۲۰۰۵    |
| ۳.    | اندونزی | بزرگ‌ترین clove producer, output of ۱۱۰٬۰۰۰ tons | کشاورزی          | ۲۰۰۵    |
| ۴.    | اندونزی | بزرگ‌ترین area of permanent crops, ۱۲۸٬۵۸۱ km² | جغرافیای کشاورزی | ۲۰۰۵    |
| ۵.    | اندونزی | بزرگ‌ترین number of ethnic groups, at least ۳۳۰ | جمعیت‌شناسی       | ۱۹۴۵    |
| ۶.    | اندونزی | Most islands, ۱۷٬۵۰۸ | جغرافیا          | ۲۰۰۰    |
| ۷.    | اندونزی | بهترین performance at men's badminton Thomas Cup, 13 times winner | ورزش             | ۲۰۰۹    |
| ۱.    | ایران | بزرگ‌ترین تولیدکنندهٔ پسته،(۲۳۰٬۰۰۰ تن) | کشاورزی          | ۲۰۰۷    |
| ۲.    | ایران | بزرگ‌ترین تولیدکنندهٔ زعفران،(۹۳٫۷٪ تولید دنیا) | کشاورزی          | ۲۰۰۹    |
| ۳.    | ایران | بزرگ‌ترین تولیدکنندهٔ انواع توت | کشاورزی          | ۲۰۰۷    |
| ۴.    | ایران | بزرگ‌ترین تولیدکنندهٔ میوه‌های هسته‌دار | کشاورزی          | ۲۰۰۷    |
| ۵.    | ایران | بزرگ‌ترین تولیدکنندهٔ زرشک | کشاورزی          | ۲۰۰۹    |
| ۶.    | ایران | داغ‌ترین دمای ثبت‌شده در سطح زمین،(۷۰٫۷ درجه سانتی‌گراد (۱۵۹ فارنهایت) ثبت شده در دشت لوت) | آب‌وهوا           | ۲۰۰۵    |
| ۷.    | ایران | مرگبارترین بوران ثبت‌شده در دنیا'مرگبارترین بوران ثبت‌شده در دنیا، ۴۰۰۰ کشته در بوران ۱۳۵۰ ایران بوران ۲۰۲۰ ایران                                                                                               | فناوری           | ۱۹۷۲    |
| ۸.    | ایران | بزرگ‌ترین واردکنندهٔ گندم | مصرف             | ۲۰۰۹    |
| ۹.    | ایران | بالاترین نسبت ثبت‌نام دختران به پسران در مدارس، ۱٫۲۲ دانش‌آموز دختر به پسر | آموزش            | ۲۰۰۵    |
| ۱۰.   | ایران | محلی که بیشترین تشعشع رادیواکتیو طبیعی زمینه را دارد، با مقدار سالانه ۲۶۰ ام‌ث‌وی | جغرافی           | ۲۰۱۰    |
| ۱۱.   | ایران | بیشترین تعداد زمین‌لرزه‌های شدید، (۵٫۵+ ریشتر شدت) | زمین‌شناسی        | ۲۰۱۰    |
| ۱۲.   | ایران | 'دقیق‌ترین گاهشمار، (گاهشمار جلالی) | ژئوفیزیک         | ۲۰۱۰    |
| ۱۳.   | ایران | بالاترین درصد شیوع مصرف مواد افیونی،(۲٫۸٪ از کل جمعیت) | سلامت            | ۱۹۹۹    |
| ۱۴.   | ایران | بالاترین تعداد پایتخت‌های پیشین،(۳۱ پایتخت سابق) | تاریخ            | ۲۰۱۰    |
| ۱۵.   | ایران | میزبان بزرگ‌ترین جمعیت آوارگان خارجی(عمدتاً آوارگان عراقی و افغان) | انسان‌دوستانه     | ۱۹۹۹    |
| ۱۶.   | ایران | بزرگ‌ترین تولیدکنندهٔ فیروزه | صنعت             | ۲۰۱۰    |
| ۱۷.   | ایران | بزرگ‌ترین ذخیره روی | صنعت             | ۲۰۱۰    |
| ۱۸.   | ایران | بزرگ‌ترین تولیدکننده قالی دست‌باف | صنعت             | ۲۰۱۰    |
| ۱۹.   | ایران | بزرگ‌ترین صادرکننده قالی دست‌باف |                  |         |
| ۲۰.   | ایران | قدیمی‌ترین کشور جهان، تأسیس: ۳۲۰۰ سال قبل از میلاد | تاریخ            | ۲۰۱۰    |
| ۲۱.   | ایران | بیشترین تعداد وسایل نقلیه گازسوز,(۲٫۸۶ میلیون وسیله نقلیه گازسوز) | حمل و نقل        | ۲۰۱۱    |
| ۲۲.   | ایران | قدیمی‌ترین فرش پیدا شده (متعلق به فرش پازیریک) | تاریخ            | ۲۰۱۰    |
| ۲۳.   | ایران | وجود بزرگ‌ترین میدان گازی جهان(میدان گازی پارس جنوبی) | اقتصاد           | ۲۰۰۵    |
| ۲۴.   | ایران | کهن‌ترین سفال‌های پیدا شده در ایران | تاریخ            |         |
| 1.    | عراق | غیرصلح‌آمیزترین کشور بر اساس شاخص صلح جهانی | نظامی سیاست      | ۲۰۰۹    |
| ۱.    | جمهوری ایرلند                                                                                                | بهترین کیفیت زندگی , 8.333 out of 10 | کیفیت زندگی      | ۲۰۰۵    |
| ۲.    | جمهوری ایرلند                                                                                                | Most Eurovision wins, 7 | سرگرمی           | ۲۰۰۹    |
| ۱.    | اسرائیل | Lowest depression below the sea level, -418 m at دریای مرده (shared with اردن) | جغرافیا          | ۲۰۰۹    |
| ۱.    | ایتالیا | بزرگ‌ترین تولیدکننده انگور, output of ۸٬۵۱۹٬۴۱۸ tons | کشاورزی          | ۲۰۰۸    |
| ۲.    | ایتالیا | بزرگ‌ترین تولیدکننده شراب, output of ۸٬۵۱۹٬۴۱۸ tons | کشاورزی          | ۲۰۰۵    |
| ۳.    | ایتالیا | بزرگ‌ترین تولیدکننده کیوی, output of ۴۱۵٬۰۵۰ tons | کشاورزی          | ۲۰۰۵    |
| ۴.    | ایتالیا | بزرگ‌ترین تولیدکننده شکلات, output of ۴۶۹٬۹۸۰ tons | کشاورزی          | ۲۰۰۵    |
| ۵.    | ایتالیا | دارای بیشترین آثار باستانی ثبت شده در فهرست میراث جهانی سازمان یونسکو, ۴۴ | فرهنگ            | ۲۰۰۹    |
| ۶.    | ایتالیا | بهترین performance at لیگ جهانی والیبالs, 8 times winner, 3 times runner-up | ورزش             | ۲۰۰۸    |
| ۷.    | ایتالیا | بهترین performance at Karting World Championship, 21 wins | ورزش             | ۲۰۰۹    |
| ۸.    | ایتالیا | بهترین performance at F1 Powerboat World Championship, 13 wins | ورزش             | ۲۰۰۸    |
| ۹.    | ایتالیا | بهترین performance at FIL World Luge Natural Track Championships, 27 gold medals, 80 total medals | ورزش             | ۲۰۰۹    |
| ۱۰.   | ایتالیا | بهترین performance at World Championships of Ski Mountaineering, 2 times winner (۲۰۰۶، ۲۰۰۸) | ورزش             | ۲۰۰۹    |
| ۱.    | ژاپن | Lowest birth rate, 7.64 births per 1000 persons | جمعیت‌شناسی       | ۲۰۰۹    |
| ۲.    | ژاپن | Lowest central bank interest rate, ۰٫۱۰٪ | دارایی           | ۲۰۰۸    |
| ۳.    | ژاپن | Lowest commercial bank prime lending rate, ۱٫۶۸٪ | دارایی           | ۲۰۰۸    |
| ۴.    | ژاپن | بهترین performance at American Football World Cup, 2 times winner (۱۹۹۹, ۲۰۰۳) | ورزش             | ۲۰۰۹    |
| ۵.    | ژاپن | بهترین performance at World Judo Championships, 97 gold medals, 229 total medals | ورزش             | ۲۰۰۹    |
| ۶.    | ژاپن | بهترین performance at Karate World Championships, 10 wins | ورزش             | ۲۰۰۹    |
| ۷.    | ژاپن | Most patents granted, ۱۸۵٬۸۲۷ | فناوری           | ۲۰۰۷    |
| ۸.    | ژاپن | Most patents in force, ۱٬۶۱۳٬۷۷۶ | فناوری           | ۲۰۰۷    |
| ۹.    | ژاپن | Most merchant ships owned, ۳۷۵۷ | حمل و نقل        | ۲۰۰۸    |
| ۱۰.   | ژاپن | بزرگ‌ترین metropolitan areas population, توکیو ۳۲٬۴۵۰٬۰۰۰ | جمعیت‌شناسی       | ۲۰۰۹    |
| ۱.    | اردن | Lowest depression below the sea level, -418 m at دریای مرده (shared with اسرائیل) | جغرافیا          | ۲۰۰۹    |
| ۱.    | قزاقستان | بزرگ‌ترین landlocked country, ۲٬۷۲۴٬۹۰۰ square kilometers | جغرافیا          | ۱۹۹۱    |
| ۱.    | کیریباتی | کمترین حجم انتشار دی‌اکسید کربن, ۲۹٬۰۰۰ metric tons | محیط زیست        | ۲۰۰۶    |
| ۱.    | کره شمالی | Lowest level of economic freedom according to Index of Economic Freedom | اقتصاد           | ۲۰۰۹    |
| ۲.    | کره شمالی | بزرگ‌ترین military budget as ٪ of GDP, ۲۲٫۹٪ | نظامی            | ۲۰۰۳    |
| ۳.    | کره شمالی | Most diesel submarines in operation, ۶۲ | نظامی            |         |
| ۴.    | کره شمالی | بزرگ‌ترین reserve force, ۴٬۷۰۰٬۰۰۰ | نظامی            | ۲۰۰۶    |
| ۵.    | کره شمالی | Most active troops per population, 46 per 1000 people | نظامی            | ۲۰۰۶    |
| ۶.    | کره شمالی | Lowest level of press freedom according to Freedom of the Press (report) | سیاست            | ۲۰۰۹    |
| ۷.    | کره شمالی | کمترین میزان مردم سالاری در شاخص مردم‌سالاری, score of ۰٫۸۶ | سیاست            | ۲۰۰۸    |
| ۱.    | کره جنوبی | بهترین عملکرد دانش آموزان در مطالعه | کیفیت زندگی      | ۲۰۰۶    |
| ۲.    | کره جنوبی | بزرگ‌ترین سازنده کشتی, ۱۲٬۴۰۰٬۰۰۰ Gross Tonnage | حمل و نقل        | ۲۰۰۸    |
| ۳.    | کره جنوبی | بهترین performance at World Short Track Speed Skating Team Championships, 12 gold medals, 30 total medals | ورزش             | ۲۰۰۹    |
| ۴.    | کره جنوبی | بهترین performance at World Junior Short Track Speed Skating Championships, 29 gold medals, 66 total medals                                                                                                   | ورزش             | ۲۰۰۹    |
| ۵.    | کره جنوبی | بهترین عملکرد در مسابقات جهانی تکواندو , 142 gold medals, 186 total medal | ورزش             | ۲۰۰۹    |
| ۶.    | کره جنوبی | بالاترین شاخص فرصت‌های دیجیتال بر پایه کشور, the score of ۰٫۸۰ | فناوری           | ۲۰۰۷    |
| ۷.    | کره جنوبی | Most heliports, 516 | حمل و نقل        | ۲۰۰۹    |
| ۱.    | کویت | بالاترین-valued currency unit, دینار کویت (KWD; 1 KWD = ۳٫۷۲۹۵۳ USD, 1 USD = ۰٫۲۶۸۱۳ KWD) | اقتصاد           |         |
| ۱.    | لسوتو | بالاترین lowest point among all countries, 1400 m | جغرافیا          | ۲۰۰۹    |
| ۱.    | لیختن‌اشتاین                                                                                                  | بالاترین GDP (nominal) per capita, $۱۴۵٬۷۳۴ (اطلاعات‌نامه جهان est.) | اقتصاد           | ۲۰۰۷    |
| ۲.    | لیختن‌اشتاین                                                                                                  | بالاترین GDP (PPP) per capita, ۱۱۸٬۰۰۰ Int. $ (اطلاعات‌نامه جهان est.) | اقتصاد           | ۲۰۰۷    |
| ۱.    | لیتوانی | بالاترین میزان خودکشی , 38.6 per ۱۰۰٬۰۰۰ people per year | جمعیت‌شناسی       | ۲۰۰۵    |
| ۱.    | لوکزامبورگ                                                                                                   | بالاترین consumption of alcohol per capita, 15.56 litres / year | مصرف             | ۲۰۰۸    |
| ۲.    | لوکزامبورگ                                                                                                   | بالاترین GDP (nominal) per capita, $۱۱۳٬۰۴۴ (صندوق بین‌المللی پول est.), $۱۱۱٬۱۸۲ (بانک جهانی est.) | اقتصاد           | ۲۰۰۸    |
| ۳.    | لوکزامبورگ                                                                                                   | بالاترین GDP (PPP) per capita, ۷۸٬۵۵۹ Int. $ (بانک جهانی est.) | اقتصاد           | ۲۰۰۸    |
| ۱.    | لیبی | Hottest air temperature ever recorded, ۵۷٫۸ °C (۱۳۶ °F) | اقلیم            | ۱۹۲۲    |
| ۱.    | ماداگاسکار                                                                                                   | بزرگ‌ترین vanilla producer, output of ۶٬۲۰۰ tons | کشاورزی          | ۲۰۰۶    |
| ۱.    | مالدیو | بالاترین annual population growth, ۵٫۵۷٪ | جمعیت‌شناسی       | ۲۰۰۸    |
| ۲.    | مالدیو | Lowest بالاترین point among all countries, 2 m (7 ft) | جغرافیا          | ۲۰۰۹    |
| ۱.    | مالی | بالاترین fertility rate, 7.34 births per woman | جمعیت‌شناسی       | ۲۰۰۸    |
| ۱.    | موریس | Most compact measured in circular ratio, ۰٫۸۱۴۲۵ | جغرافیا          | ۲۰۰۹    |
| ۱.    | مکزیک | بزرگ‌ترین تولیدکننده آووکادو, output of ۱٬۰۲۱٬۵۲۰ tons | کشاورزی          | ۲۰۰۵    |
| ۱.    | ایالات فدرال میکرونزی                                                                                        | Worst net migration rate, -21.03 migrants per 1000 persons | جمعیت‌شناسی       | ۲۰۰۹    |
| ۲.    | ایالات فدرال میکرونزی                                                                                        | بالاترین coastline to area ratio, ۸٬۷۰۶٫۵۵۳ m/km² | جغرافیا          | ۲۰۰۹    |
| ۳.    | ایالات فدرال میکرونزی                                                                                        | بالاترین percent of forest area, ۹۰٫۳۱٪ | جغرافیا          | ۲۰۰۷    |
| ۱.    | مولدووا | بالاترین rate of deurbanisation, -1.5% of urban population per year | جمعیت‌شناسی       | ۲۰۰۸    |
| ۱.    | موناکو | Most densely populated, ۲۳٬۶۶۰ per km² | جمعیت‌شناسی       | ۲۰۰۴    |
| ۲.    | موناکو | بالاترین median age of population, 45.7 years | جمعیت‌شناسی       | ۲۰۰۸    |
| ۳.    | موناکو | بزرگ‌ترین external debt per capita, $۵۴۰٬۰۰۰ | مالی             | ۲۰۰۰    |
| ۴.    | موناکو | بزرگ‌ترین external debt as percentage of GDP, ۱۸۴۳٫۷۰٪ | مالی             | ۲۰۰۰    |
| ۱.    | مغولستان | Least densely populated, 1.7 per km² | جمعیت‌شناسی       | ۲۰۰۴    |
| ۱.    | مونته‌نگرو | بزرگ‌ترین annual population decline, -۰٫۹۳٪ | جمعیت‌شناسی       | ۲۰۰۸    |
| ۱.    | نامیبیا | Least equal income distribution | کیفیت زندگی      | ۲۰۰۳    |
| ۱.    | نپال | بالاترین نقطه از سطح دریا, ۸٬۸۴۸ m (۲۹٬۰۲۹ ft) at کوه اورست (shared with جمهوری خلق چین) | جغرافیا          | ۲۰۰۹    |
| ۱.    | هلند | بهترین performance at Field hockey World Cup (women), 6 times winner (۱۹۷۴، ۱۹۷۸، ۱۹۸۳، ۱۹۸۶*, ۱۹۹۰، ۲۰۰۶) | ورزش             | ۲۰۰۹    |
| ۲.    | هلند | بهترین performance at Korfball World Championship, 7 times winner | ورزش             | ۲۰۰۷    |
| ۳.    | هلند | بهترین performance at World Junior Speed Skating Championships, 22 gold medals, 62 total medals | ورزش             | ۲۰۰۹    |
| ۴.    | هلند | بهترین performance at World Single Distance Championships for Men (speed skating), 34 gold medals, 82 total medals                                                                                            | ورزش             | ۲۰۰۹    |
| ۵.    | هلند | بهترین performance at FINA Water Polo World Cup (women), 8 times winner (۱۹۸۰، ۱۹۸۳، ۱۹۸۸، ۱۹۸۹، ۱۹۹۱، ۱۹۹۳، ۱۹۹۷، ۱۹۹۹)                                                                                      | ورزش             | ۲۰۰۹    |
| ۱.    | نیوزیلند | صلح آمیزترین بر اساس شاخص صلح جهانی | نظامی            | ۲۰۰۹    |
| ۲.    | نیوزیلند | بهترین performance at Women's Rugby World Cups, 3 times winner (۱۹۹۸, ۲۰۰۲, ۲۰۰۶) | ورزش             | ۲۰۰۶    |
| ۳.    | نیوزیلند | بهترین performance at Women's Rugby League World Cups, 3 times winner (۲۰۰۰، ۲۰۰۵، ۲۰۰۸) | ورزش             | ۲۰۰۸    |
| ۱.    | نیجر | بدترین وضعیت آموزش و پرورش با توجه به نرخ ۲۸٫۷٪ سواد |                  |         |
| ۱.    | نیجر | بالاترین میزان زاد و ولد, 51.60 births per 1000 persons | جمعیت‌شناسی       | ۲۰۰۹    |
| ۲.    | نیجر | Lowest Human Development Index (HDI), ۰٫۳۴۰ | کیفیت زندگی      | ۲۰۰۷    |
| ۱.    | نیجریه | بزرگ‌ترین yam producer, output of ۳۴٬۰۰۰٬۰۰۰ tons | کشاورزی          | ۲۰۰۵    |
| ۲.    | نیجریه | بزرگ‌ترین cassava producer, output of ۴۱٬۵۶۵٬۰۰۰ tons | کشاورزی          | ۲۰۰۵    |
| ۳.    | نیجریه | بزرگ‌ترین taro producer, output of ۴٬۰۰۰٬۰۰۰ tons | کشاورزی          | ۲۰۰۵    |
| ۱.    | نروژ | بالاترین میزان مساوات جنسیتی در گزارش جهانی فاصله جنسیتی | اقتصاد           | ۲۰۰۸    |
| ۲.    | نروژ | بالاترین Human Development Index (HDI), ۰٫۹۷۱ | کیفیت زندگی      | ۲۰۰۷    |
| ۳.    | نروژ | Most stable country according to Failed States Index, score of ۱۸٫۳ | سیاست            | ۲۰۰۹    |
| ۴.    | نروژ | بهترین performance at FIS Nordic World Ski Championships, 99 gold medals, 265 total medals | ورزش             | ۲۰۰۹    |
| ۵.    | نروژ | بهترین performance at World Allround Speed Skating Championships for Men, 36 gold medals, 95 total medals | ورزش             | ۲۰۰۹    |
| ۱.    | عمان | Lowest public debt as percentage of GDP, ۲٫۴۰٪ | دارایی           | ۲۰۰۸    |
| ۱.    | پاکستان | بهترین performance at Field hockey World Cup (men), 4 times winner (۱۹۷۱، ۱۹۷۸، ۱۹۸۲، ۱۹۹۴) | ورزش             | ۲۰۱۰    |
| ۲.    | پاکستان | بزرگ‌ترین contributor to UN peacekeeper forces, ۱۰٬۷۹۲ peacekeepers | نظامی            | ۲۰۱۰    |
| ۱.    | پاناما | Most merchant ships registered, ۶٬۳۲۳ | حمل و نقل        | ۲۰۰۸    |
| ۱.    | پاپوآ گینه نو                                                                                                | بالاترین annual prevalence of cannabis use, 29.5% of population | جمعیت‌شناسی       | ۱۹۹۵    |
| ۲.    | پاپوآ گینه نو                                                                                                | بهترین performance at Australian Football International Cup, 1 time winner (۲۰۰۸), ۲ times runner-up (۲۰۰۲، ۲۰۰۵)                                                                                             | ورزش             | ۲۰۰۸    |
| ۱.    | پرو | بزرگ‌ترین quinoa producer, output of ۳۲٬۶۰۰ metric tons | کشاورزی          | ۲۰۰۵    |
| ۲.    | پرو | بزرگ‌ترین تولیدکننده نقره, ۳٬۱۹۳ tons | صنعت             | ۲۰۰۵    |
| ۱.    | فیلیپین | بزرگ‌ترین Abacá (Manila Hemp) producer | کشاورزی          | ۲۰۰۷    |
| ۲.    | فیلیپین | بزرگ‌ترین تولیدکننده نارگیل, output of ۱۷٬۰۰۰٬۰۰۰ tons | کشاورزی          | ۲۰۰۸    |
| ۳.    | فیلیپین | بهترین performance at World Cup of Pool, 2 times winner (۲۰۰۶, ۲۰۰۹) | ورزش             | ۲۰۰۹    |
| ۱.    | لهستان | بزرگ‌ترین triticale producer, output of 3.7 million metric tons | کشاورزی          | ۲۰۰۵    |
| ۲.    | لهستان | بهترین performance at motorcycle Speedway World Cup, 3 times winner | ورزش             | ۲۰۰۹    |
| ۱.    | پرتغال | بهترین performance at Roller Hockey World Championship (men), 15 gold medals, 36 total medals | ورزش             | ۲۰۰۹    |
| ۲.    | پرتغال | بزرگ‌ترین cork producer, output of 17.7 metric tons | کشاورزی          |         |
| ۱.    | قطر | Most carbon dioxide emissions per capita, 56.2 metric tons | محیط زیست        | ۲۰۰۶    |
| ۲.    | قطر | بالاترین GDP (PPP) per capita, ۸۵٬۸۶۸ Int. $ (صندوق بین‌المللی پول est.) | اقتصاد           | ۲۰۰۸    |
| ۳.    | قطر | بالاترین annual energy consumption per capita, 21395.8 kgoe per person per year | انرژی            | ۲۰۰۳    |
| ۱.    | روسیه | بزرگ‌ترین تولیدکننده بلغور, output of 15.7 million metric tons | کشاورزی          | ۲۰۰۷    |
| ۲.    | روسیه | بزرگ‌ترین buckwheat producer, output of 1 004 850 tons | کشاورزی          | ۲۰۰۷    |
| ۳.    | روسیه | بزرگ‌ترین oats producer, output of 5.1 million metric tons | کشاورزی          | ۲۰۰۵    |
| ۴.    | روسیه | بزرگ‌ترین تولیدکننده چاودار, output of 3.6 million metric tons | کشاورزی          | ۲۰۰۵    |
| ۵.    | روسیه | بزرگ‌ترین تولیدکننده دانه آفتابگردان, output of 6.3 million metric tons | کشاورزی          | ۲۰۰۵    |
| ۶.    | روسیه | بزرگ‌ترین currant and gooseberry producer, output of ۴۶۳٬۵۰۰ tons | کشاورزی          | ۲۰۰۵    |
| ۷.    | روسیه | بزرگ‌ترین raspberry producer, output of ۱۱۰٬۰۰۰ tons | کشاورزی          | ۲۰۰۴    |
| ۸.    | روسیه | بزرگ‌ترین vetches producer, output of ۳۷۷٬۷۵۰ tons | کشاورزی          | ۲۰۰۸    |
| ۹.    | روسیه | بزرگ‌ترین livestock of domesticated گوزن شمالی, about two-thirds of the world's | کشاورزی          | ۲۰۰۷    |
| ۱۰.   | روسیه | سردترین دما در جهان جنوبگان, Russian پایگاه وستوک، −۸۹٫۲ °C (−۱۲۸٫۶ °F) | اقلیم            | ۱۹۸۳    |
| ۱۱.   | روسیه | Coldest temperature within a national territory, as well as in the نیم‌کره شمالی، in ورخویانسک and اویمیاکن (both in یاقوتستان of Russia), −۶۸٫۰ °C (−۹۰٫۰ °F)                                                 | اقلیم            | ۱۹۳۳    |
| ۱۲.   | روسیه | بالاترین crude divorce rate, 4.42 per 1000 population | جمعیت‌شناسی       | ۲۰۰۴    |
| ۱۳.   | روسیه | بزرگ‌ترین ذخایر گاز طبیعی جهان, ۴۴٬۶۵۰٬۰۰۰٬۰۰۰٬۰۰۰ m³ | انرژی            | ۲۰۰۸    |
| ۱۴.   | روسیه | بزرگ‌ترین تولیدکننده گاز طبیعی, ۶۵۴٬۰۰۰٬۰۰۰٬۰۰۰ m³ | انرژی            | ۲۰۰۷    |
| ۱۵.   | روسیه | بزرگ‌ترین صادرکننده گاز طبیعی, ۱۷۳٬۰۰۰٬۰۰۰٬۰۰۰ cu m | انرژی            | ۲۰۰۷    |
| ۱۶.   | روسیه | بزرگ‌ترین تولیدکننده نفت, ۹٬۹۸۰٬۰۰۰ bbl/day | انرژِی            | ۲۰۰۹    |
| ۱۷.   | روسیه | بزرگ‌ترین مساحت جنگلی, ۸٬۰۸۷٬۹۰۰ km² | جغرافیا          | ۲۰۰۷    |
| ۱۸.   | روسیه | بزرگ‌ترین کشور جهان, ۱۷٬۰۷۵٬۲۰۰ km² | جغرافیا          | ۲۰۰۹    |
| ۱۹.   | روسیه | بزرگ‌ترین total area, ۱۷٬۰۹۸٬۲۴۲ km² | جغرافیا          | ۲۰۰۹    |
| ۲۰.   | روسیه | بزرگ‌ترین EEZ continental shelf area, ۳٬۸۱۷٬۸۴۳ km۲ | جغرافیا          | ۲۰۰۹    |
| ۲۱.   | روسیه | بزرگ‌ترین منابع یخ نزده آب شیرین تقریباً ذخایر یک چهارم آب جهان | جغرافیا          | ۲۰۱۰    |
| ۲۲.   | روسیه | بیشترین شمار کشورهای همسایه, ۱۴ (۱۶ اگر آبخاز و اوستیای جنوبی به‌شمار آیند), به اندازه شمار همسایه‌های جمهوری خلق چین                                                                                           | جغرافیا          | ۲۰۰۹    |
| ۲۳.   | روسیه | بیشترین شمار مناطق زمانی (contiguous territory), ۹ | جغرافیا          | ۲۰۰۹    |
| ۲۴.   | روسیه | بزرگ‌ترین asبهترینos producer, ۹۲۵٬۰۰۰ tons | صنعت             | ۲۰۰۵    |
| ۲۵.   | روسیه | بزرگ‌ترین diamond producer, ۳۸٬۰۰۰٬۰۰۰ carats | صنعت             | ۲۰۰۵    |
| ۲۶.   | روسیه | بزرگ‌ترین nickel producer, ۳۰۰٬۰۰۰ tons | صنعت             | ۲۰۰۵    |
| ۲۷.   | روسیه | بزرگ‌ترین palladium producer, 143 tons | صنعت             | ۲۰۰۵    |
| ۲۸.   | روسیه | بزرگ‌ترین nuclear arsenal, ۵٬۲۰۰ / ۸٬۸۰۰ active/total warheads (2005 est) | نظامی            | ۲۰۰۹    |
| ۲۹.   | روسیه | بزرگ‌ترین tank army, ۲۲٬۸۰۰ tanks | نظامی            |         |
| ۳۰.   | روسیه | Most corvettes in operation, ۸۵ | نظامی            |         |
| ۳۱.   | روسیه | Top position at World Chess Rankings (men), top 10 players average score of ۲۷۲۴ | ورزش             | ۲۰۰۹    |
| ۳۲.   | روسیه | Top position at World Chess Rankings (women), top 10 players average score of ۲۴۶۹ | ورزش             | ۲۰۰۹    |
| ۳۳.   | روسیه | بهترین performance at the World Sambo Championships, 58 gold medals, 99 total medals | ورزش             | ۲۰۰۹    |
| ۳۴.   | روسیه | Most television broadcast stations, ۷٬۳۰۶ | فناوری           | ۱۹۹۸    |
| ۳۵.   | روسیه | Most space launches per year, 32 | فناوری           | ۲۰۰۹    |
| ۳۶.   | روسیه | بزرگ‌ترین total length of electrified railways, over ۴۴٬۰۰۰ km | حمل و نقل        | ۲۰۰۹    |
| ۳۷.   | روسیه · اتحاد جماهیر شوروی                                                                                   | Winner of most Bandy World Championships (men), ۱۹ (۱۹۵۷، ۱۹۶۱، ۱۹۶۳، ۱۹۶۵، ۱۹۶۷، ۱۹۶۹، ۱۹۷۱، ۱۹۷۳، ۱۹۷۵، ۱۹۷۷، ۱۹۷۹، ۱۹۸۵، ۱۹۸۹، ۱۹۹۱، ۱۹۹۹، ۲۰۰۱، ۲۰۰۶، ۲۰۰۷، ۲۰۰۸)                                         | ورزش             | ۲۰۰۹    |
| ۳۸.   | روسیه · اتحاد جماهیر شوروی                                                                                   | بیشترین قهرمانی‌های شطرنج، ۱۰ | ورزش             | ۲۰۰۹    |
| ۳۹.   | روسیه · اتحاد جماهیر شوروی                                                                                   | بهترین performance at مسابقات قهرمانی دوچرخه‌سواری جهان (cycling), 48 gold medals, 111 total medals | ورزش             | ۲۰۰۹    |
| ۴۰.   | روسیه · اتحاد جماهیر شوروی                                                                                   | بهترین performance at FIE World Championships in Fencing, 121 gold medals, 257 total medals | ورزش             | ۲۰۰۹    |
| ۴۱.   | روسیه · اتحاد جماهیر شوروی                                                                                   | بهترین performance at World Figure Skating Championships, 74 gold medals, 178 total medals | ورزش             | ۲۰۰۹    |
| ۴۲.   | روسیه · اتحاد جماهیر شوروی                                                                                   | بهترین performance at World Artistic Gymnastics Championships, 138 gold medals, 333 total medals | ورزش             | ۲۰۰۹    |
| ۴۳.   | روسیه · اتحاد جماهیر شوروی                                                                                   | بهترین performance at World Rhythmic Gymnastics Championships, 23 gold medals, 58 total medals | ورزش             | ۲۰۰۹    |
| ۴۴.   | روسیه · اتحاد جماهیر شوروی                                                                                   | بهترین performance at gymnastics مسابقات جهانی ترامپولین, ۲۱ gold medals | ورزش             | ۲۰۰۹    |
| ۴۵.   | روسیه · اتحاد جماهیر شوروی                                                                                   | بهترین performance at World Women's Handball Championship, 7 gold medals, 10 total medals | ورزش             | ۲۰۰۹    |
| ۴۶.   | روسیه · اتحاد جماهیر شوروی                                                                                   | Winner of most Ice Hockey World Championships (men), 25 times winner | ورزش             | ۲۰۰۹    |
| ۴۷.   | روسیه · اتحاد جماهیر شوروی                                                                                   | بهترین performance at Team Ice Racing World Championship, 26 times winner | ورزش             | ۲۰۰۹    |
| ۴۸.   | روسیه · اتحاد جماهیر شوروی                                                                                   | بهترین performance at World Shooting Championships, 307 gold medals, 656 total medals | ورزش             | ۲۰۰۹    |
| ۴۹.   | روسیه · اتحاد جماهیر شوروی                                                                                   | بهترین performance at World Allround Speed Skating Championships for Women, 24 gold medals, 69 total medals                                                                                                   | ورزش             | ۲۰۰۹    |
| ۵۰.   | روسیه · اتحاد جماهیر شوروی                                                                                   | بهترین performance at World Sprint Speed Skating Championships for Men, 11 gold medals, 24 total medals | ورزش             | ۲۰۰۹    |
| ۵۱.   | روسیه · اتحاد جماهیر شوروی                                                                                   | Winner of most Volleyball World Championships (men), ۶ (۱۹۴۹، ۱۹۵۲، ۱۹۶۰، ۱۹۶۲، ۱۹۷۸، ۱۹۸۲) | ورزش             | ۲۰۰۶    |
| ۵۲.   | روسیه · اتحاد جماهیر شوروی                                                                                   | Winner of most Volleyball World Championships (women), ۶ (۱۹۵۲، ۱۹۵۶، ۱۹۶۰، ۱۹۷۰، ۱۹۹۰، ۲۰۰۶) | ورزش             | ۲۰۰۶    |
| ۵۳.   | روسیه · اتحاد جماهیر شوروی                                                                                   | Winner of most Volleyball World Cups (men), ۵ (۱۹۶۵، ۱۹۷۷، ۱۹۸۱، ۱۹۹۱، ۱۹۹۹) | ورزش             | ۲۰۰۹    |
| ۵۴.   | روسیه · اتحاد جماهیر شوروی                                                                                   | بهترین performance at World Weightlifting Championships (men), 350 gold medals, 746 total medals | ورزش             | ۲۰۰۷    |
| ۵۵.   | روسیه · اتحاد جماهیر شوروی                                                                                   | بهترین performance at FILA Wrestling World Championships, 64 times winner in three team tournaments | ورزش             | ۲۰۰۹    |
| ۱.    | سان مارینو                                                                                                   | بالاترین annual deflation, -۳٫۵۰٪ | دارایی           | ۲۰۰۸    |
| ۱.    | عربستان سعودی                                                                                                | بزرگ‌ترین منابع اثبات شده نفت جهان, ۲۸۴٬۳۰۰٬۰۰۰٬۰۰۰ bbl | انرژی            | ۲۰۱۸    |
| ۲.    | عربستان سعودی                                                                                                | بزرگ‌ترین صادرکننده نفت جهان, ۹٬۸۰۰٬۰۰۰ (bbl\day) | انرژی            | ۲۰۱۸    |
| ۳.    | عربستان سعودی                                                                                                | بیشترین مازاد بودجه دولت در جهان, +۱۵۷٬۰۰۰٬۰۰۰٬۰۰۰ USD | دارایی           | ۲۰۱۸    |
| ۱.    | صربستان · صربستان و مونته‌نگرو · جمهوری فدرال سوسیالیستی یوگسلاوی                                             | Winner of most Basketball World Championships, ۵ (۱۹۷۰، ۱۹۷۸، ۱۹۹۰، ۱۹۹۸، ۲۰۰۲) | ورزش             | ۲۰۰۶    |
| ۲.    | صربستان · صربستان و مونته‌نگرو · جمهوری فدرال سوسیالیستی یوگسلاوی                                             | بهترین performance at FINA World Water Polo Championship (men), 4 times winner | ورزش             | ۲۰۰۹    |
| ۱.    | سنگاپور | Lowest fertility rate, 1.08 births per woman | جمعیت‌شناسی       | ۲۰۰۸    |
| ۲.    | سنگاپور | Lowest infant mortality rate, 2.31 deaths per 1000 live births | جمعیت‌شناسی       | ۲۰۰۹    |
| ۳.    | سنگاپور | Most economic freedom according to Index of Economic Freedom, 87.1 points | اقتصاد           | ۲۰۰۹    |
| ۴.    | سنگاپور | Most trade freedom according to Global Enabling Trade Report, 5.71 points | اقتصاد           | ۲۰۰۸    |
| ۵.    | سنگاپور | Easiest business doing according to شاخص آسانی انجام کسب و کار | اقتصاد           | ۲۰۰۹    |
| ۶.    | سنگاپور | بالاترین gross fixed investment as percentage of GDP, ۴۵٫۰۰٪ | دارایی           | ۲۰۰۸    |
| ۷.    | سنگاپور | Most exports per capita, $۴۹٬۱۰۰ per person | دارایی           | ۲۰۰۵    |
| ۸.    | سنگاپور | بالاترین level of innovation according to Global Innovation Index, score of ۲٫۲۶ | فناوری           | ۲۰۰۹    |
| ۱.    | سومالی | بزرگ‌ترین livestock of camels, ۷٬۰۰۰٬۰۰۰ heads | کشاورزی          | ۲۰۰۳    |
| ۲.    | سومالی | Most unstable country according to Failed States Index, score of ۱۱۴٫۷ | سیاست            | ۲۰۰۹    |
| ۳.    | سومالی | پایین‌ترین سرانه مصرف انرژی با ۲۱۷ کیلو وات بر ساعت | انرژی            | ۲۰۲۲    |
| ۱.    | آفریقای جنوبی                                                                                                | بیشترین افراد مبتلا به ایدز/اچ آی وی، ۵٬۷۰۰٬۰۰۰ | جمعیت‌شناسی       | ۲۰۰۳    |
| ۲.    | آفریقای جنوبی                                                                                                | بیشترین میزان مرگ و میر بر اساس ایدز/اچ آی وی، ۳۵۰٬۰۰۰ | جمعیت‌شناسی       | ۲۰۰۷    |
| ۳.    | آفریقای جنوبی                                                                                                | بزرگ‌ترین chromium producer | صنعت             | ۲۰۰۰    |
| ۴.    | آفریقای جنوبی                                                                                                | بزرگ‌ترین تولیدکننده پلاتین, ۱۶۸ tonnes | صنعت             | ۲۰۰۵    |
| ۵.    | آفریقای جنوبی                                                                                                | بزرگ‌ترین rhodium producer, 60% of world production | صنعت             |         |
| ۱.    | اسپانیا | بزرگ‌ترین تولیدکننده زیتون، بیشتر از ۶٬۱۶۰٬۱۰۰ تن | کشاورزی          | ۲۰۰۳    |
| ۲.    | اسپانیا | بزرگ‌ترین carob producer, output of ۷۰٬۰۰۰ tons | کشاورزی          | ۲۰۰۶    |
| ۳.    | اسپانیا | بهترین performance at Roller Hockey World Championship (women), 4 gold medals, 7 total medals | ورزش             | ۲۰۰۹    |
| ۱.    | اسواتینی | بالاترین میزان مرگ و میر, 30.83 deaths per 1000 persons | جمعیت‌شناسی       | ۲۰۰۹    |
| ۲.    | اسواتینی | بالاترین HIV/AIDS adult prevalence rate, 26.01 of population | جمعیت‌شناسی       | ۲۰۰۸    |
| ۳.    | اسواتینی | Lowest overall life expectancy, 31.88 years | کیفیت زندگی      | ۲۰۰۹    |
| ۱.    | سوئد | Most equal income distribution according to اطلاعات‌نامه جهان | اقتصاد           | ۲۰۰۵    |
| ۲.    | سوئد | بالاترین میزان مردم سالاری در شاخص مردم‌سالاری, score of ۹٫۸۸ | سیاست            | ۲۰۰۸    |
| ۳.    | سوئد | Winner of most Bandy World Championships (زنان), ۴ (۲۰۰۴, ۲۰۰۶, ۲۰۰۷, ۲۰۰۸) | ورزش             | ۲۰۰۹    |
| ۴.    | سوئد | بهترین performance at WTBA World Tenpin Bowling Championships, (men) 18 gold medals, 38 total medals | ورزش             | ۲۰۰۹    |
| ۵.    | سوئد | بهترین performance at World Floorball Championship | ورزش             | ۲۰۰۹    |
| ۶.    | سوئد | بهترین performance at World Men's Handball Championship, 4 gold medals, 11 total medals | ورزش             | ۲۰۰۹    |
| ۷.    | سوئد[G20][N11]بهترین performance at World Synchronized Skating Championships, 5 gold medals, 10 total medals | ورزش | ۲۰۰۹             |         |
| ۷.    | Next 11\|N11}}جغرافیا                                                                                        | |                  |         |
| ۱.    | سوئیس | Lowest level of business corruption according to Bribe Payers Index, score of ۷٫۸۱ | اقتصاد           | ۲۰۰۶    |
| ۲.    | سوئیس | بالاترین economic competitiveness according to Global Competitiveness Report, score of ۵٫۶۰ | اقتصاد           | ۲۰۰۹    |
| ۳.    | سوئیس | بهترین environmental performance according to Environmental Performance Index, ۹۵٫۵ | محیط             | ۲۰۰۸    |
| ۴.    | سوئیس | بالاترین impact country, 13.24 average citations per paper, 1993-2003 | علم و دانش       | ۲۰۰۴    |
| ۵.    | سوئیس | بهترین performance at UCI Mountain Bike Marathon World Championships, 5 gold medals, 12 total medals | ورزش             | ۲۰۰۹    |
| ۶.    | سوئیس | بهترین performance at Sidecarcross World Championship | ورزش             | ۲۰۰۹    |
| ۷.    | سوئیس | بالاترین tourist competitiveness according to Travel and Tourism Competitiveness Report, ۵٫۶۸ | گردشگری          | ۲۰۰۹    |
| ۱.    | سوریه | بزرگ‌ترین fennel producer, output of ۱۱۵٬۰۰۰ tons | کشاورزی          | ۲۰۰۸    |
| ۱.    | تایوان | بهترین عملکرد دانش آموزان در ریاضی | کیفیت زندگی      | ۲۰۰۶    |
| ۱.    | تانزانیا | بالاترین poverty, 96.6% of population living under 2 dollar (PPP) a day | اقتصاد           | ۲۰۰۶    |
| ۱.    | تایلند | بزرگ‌ترین صادر کننده برنج | کشاورزی          | ۲۰۰۹    |
| ۱.    | تیمور شرقی                                                                                                   | بالاترین tax rate as percentage of GDP, ۱۰۹٫۷٪ | دارایی           | ۲۰۰۹    |
| ۲.    | تیمور شرقی                                                                                                   | بالاترین current account balance as a percentage of GDP, ۴۴٫۵۲٪ | دارایی           | ۲۰۰۸    |
| ۱.    | ترکیه | بزرگ‌ترین apricot producer, output of ۳۹۰٬۰۰۰ tons | کشاورزی          | ۲۰۰۵    |
| ۲.    | ترکیه | بزرگ‌ترین تولیدکننده گیلاس, output of ۳۹۸٬۱۰۰ tons | کشاورزی          | ۲۰۰۵    |
| ۳.    | ترکیه | بزرگ‌ترین تولیدکننده انجیر, output of ۲۸۰٬۰۰۰ tons | کشاورزی          | ۲۰۰۵    |
| ۴.    | ترکیه | بزرگ‌ترین تولیدکننده گردو, output of ۵۰۰٬۰۰۰ tons | کشاورزی          | ۲۰۰۵    |
| ۵.    | ترکیه | بالاترین consumption of tea per capita, 2.5 kg (88 oz) / year | مصرف             |         |
| ۶.    | ترکیه | بزرگ‌ترین feldspar producer, ۲٬۵۰۰٬۰۰۰ tons | صنعت             | ۲۰۰۶    |
| ۱.    | ترکمنستان | بزرگ‌ترین freshwater withdrawal per capita, ۵٬۱۰۴ m³/year | مصرف             | ۲۰۰۰    |
| ۱.    | تووالو | Smallest number of immigrants, ۳۰۰ | جمعیت‌شناسی       | ۲۰۰۵    |
| ۲.    | تووالو | Lowest GDP (nominal), 14.94 million USD | اقتصاد           | ۲۰۰۸    |
| ۳.    | تووالو | Lowest GDP (PPP), 15 million USD | اقتصاد           | ۲۰۰۸    |
| ۴.    | تووالو | Worst current account balance as a percentage of GDP, -۷۸٫۱۷٪ | دارایی           | ۲۰۰۸    |
| ۵.    | تووالو | بزرگ‌ترین percentage of cultivated land, ۶۶٫۶۷٪ | جغرافیای کشاورزی | ۲۰۰۵    |
| ۶.    | تووالو | بزرگ‌ترین percentage of permanent crops area, ۶۶٫۶۷٪ | جغرافیای کشاورزی | ۲۰۰۵    |
| ۱.    | اوگاندا | بزرگ‌ترین plantain producer, output of ۹٬۰۴۵٬۰۰۰ tons | کشاورزی          | ۲۰۰۵    |
| ۲.    | اوگاندا | Lowest median age of population, 15 years | جمعیت‌شناسی       | ۲۰۰۸    |
| ۱.    | امارات متحده عربی                                                                                            | Lowest death rate, 2.11 deaths per 1000 persons | جمعیت‌شناسی       | ۲۰۰۹    |
| ۲.    | امارات متحده عربی                                                                                            | بالاترین نرخ خالص مهاجرت , 22.98 migrants per 1000 persons | جمعیت‌شناسی       | ۲۰۰۹    |
| ۳.    | امارات متحده عربی                                                                                            | بالاترین prevalence of males in population, 2.19 males per female | جمعیت‌شناسی       | ۲۰۰۹    |
| ۴.    | امارات متحده عربی                                                                                            | بالاترین ecological footprint | محیط زیست        | ۲۰۰۹    |
| ۵.    | امارات متحده عربی                                                                                            | Lowest tax rate as percentage of GDP, ۱٫۴٪ | دارایی           | ۲۰۰۹    |
| ۱.    | بریتانیا | Most books published per year (new titles), ۲۰۶٬۰۰۰ | فرهنگ            | ۲۰۰۵    |
| ۲.    | بریتانیا | بهترین performance at Eventing World Championship (equestrian), 8 gold medals, 19 total medals | ورزش             | ۲۰۰۹    |
| ۳.    | بریتانیا | Most Formula One Grand Prix wins, 208 by 19 drivers | ورزش             | ۲۰۰۹    |
| ۴.    | بریتانیا | Most Formula One Grand Prix wins (constructors), 494 by 12 constructors | ورزش             | ۲۰۰۹    |
| ۵.    | بریتانیا | بهترین performance at equestrian Mounted games, 22 wins (including separate انگلستان and ولز wins) | ورزش             | ۲۰۰۹    |
| ۶.    | بریتانیا | بهترین performance at ITU Triathlon World Championships (men), 8 مدال طلا، در کل ۱۳ مدال | ورزش             | ۲۰۰۹    |
| ۷.    | بریتانیا | Worst Western democracy at protecting individual privacy | نظارت            | ۲۰۰۶    |
| ۱.    | ایالات متحده آمریکا                                                                                          | بزرگ‌ترین maize producer, output of ۳۳۲٬۰۹۲٬۱۸۰ tons | کشاورزی          | ۲۰۰۷    |
| ۲.    | ایالات متحده آمریکا                                                                                          | بزرگ‌ترین sorghum producer, output of 9.8 million tons | کشاورزی          | ۲۰۰۵    |
| ۳.    | ایالات متحده آمریکا                                                                                          | بزرگ‌ترین grapefruit and pummelo producer, output of ۱٬۵۸۰٬۰۰۰ tons | کشاورزی          | ۲۰۰۷    |
| ۴.    | ایالات متحده آمریکا                                                                                          | بزرگ‌ترین تولیدکننده توت فرنگی, output of ۱٬۱۱۵٬۰۰۰ tons | کشاورزی          | ۲۰۰۷    |
| ۵.    | ایالات متحده آمریکا                                                                                          | بزرگ‌ترین soybean producer, output of 87.7 million metric tons | کشاورزی          | ۲۰۰۶    |
| ۶.    | ایالات متحده آمریکا                                                                                          | بزرگ‌ترین تولیدکننده بادام, output of ۷۱۵٬۶۲۰ tons | کشاورزی          | ۲۰۰۵    |
| ۷.    | ایالات متحده آمریکا                                                                                          | بزرگ‌ترین area of cultivated land, ۱٬۶۶۹٬۳۰۲ km² | جغرافیا          | ۲۰۰۵    |
| ۸.    | ایالات متحده آمریکا                                                                                          | بزرگ‌ترین area of arable land, ۱٬۶۵۰٬۰۶۲ km² | جغرافیا          | ۲۰۰۵    |
| ۹.    | ایالات متحده آمریکا                                                                                          | بزرگ‌ترین electricity consumer, ۳٬۸۱۶٬۰۰۰٬۰۰۰ MWh/year | مصرف             | ۲۰۰۵    |
| ۱۰.   | ایالات متحده آمریکا                                                                                          | بزرگ‌ترین electricity importer, ۵۱٬۴۰۰ million kWh | مصرف             | ۲۰۰۷    |
| ۱۱.   | ایالات متحده آمریکا                                                                                          | بزرگ‌ترین natural gas consumer, ۶۵۲٬۹۰۰٬۰۰۰٬۰۰۰ cu m | مصرف             | ۲۰۰۷    |
| ۱۲.   | ایالات متحده آمریکا                                                                                          | بزرگ‌ترین natural gas importer, ۱۳۰٬۳۰۰٬۰۰۰٬۰۰۰ cu m | مصرف             | ۲۰۰۷    |
| ۱۳.   | ایالات متحده آمریکا                                                                                          | بزرگ‌ترین oil consumer, ۲۰٬۶۸۰٬۰۰۰ bbl/day | مصرف             | ۲۰۰۷    |
| ۱۴.   | ایالات متحده آمریکا                                                                                          | بزرگ‌ترین oil importer, ۱۳٬۷۱۰٬۰۰۰ bbl\day | مصرف             | ۲۰۰۵    |
| ۱۵.   | ایالات متحده آمریکا                                                                                          | بالاترین annual prevalence of cocaine use, 2.8% of population | جمعیت‌شناسی       | ۲۰۰۴    |
| ۱۶.   | ایالات متحده آمریکا                                                                                          | بالاترین incarceration rate, 760 prisoners per 100000 people | جمعیت‌شناسی       | ۲۰۰۸    |
| ۱۷.   | ایالات متحده آمریکا                                                                                          | بیش‌ترین زندانیان, ۲٬۳۱۰٬۹۸۴ prisoners | جمعیت‌شناسی       | ۲۰۰۸    |
| ۱۸.   | ایالات متحده آمریکا                                                                                          | بالاترین سطح مالکیت اسلحه, 90 guns per 100 residents | جمعیت‌شناسی       | ۲۰۰۷    |
| ۱۹.   | ایالات متحده آمریکا                                                                                          | بزرگ‌ترین number of immigrants, ۳۸٬۳۵۵٬۰۰۰ | جمعیت‌شناسی       | ۲۰۰۵    |
| ۲۰.   | ایالات متحده آمریکا                                                                                          | بیشترین , ۳۵۹ | اقتصاد           | ۲۰۰۹    |
| ۲۱.   | ایالات متحده آمریکا                                                                                          | بالاترین GDP (nominal) | اقتصاد           | ۲۰۰۸    |
| ۲۲.   | ایالات متحده آمریکا                                                                                          | بالاترین GDP (PPP) | اقتصاد           | ۲۰۰۸    |
| ۲۳.   | ایالات متحده آمریکا                                                                                          | Most startup companies | اقتصاد           |         |
| ۲۴.   | ایالات متحده آمریکا                                                                                          | بزرگ‌ترین electricity producer, ۴٬۳۶۷٬۸۷۴٬۹۳۹٬۰۰۰ kWh | انرژی            | ۲۰۰۷    |
| ۲۵.   | ایالات متحده آمریکا                                                                                          | بزرگ‌ترین wind, ۲۵٬۲۳۷ MWتولید انرژی | انرژی            | ۲۰۰۸    |
| ۲۶.   | ایالات متحده آمریکا                                                                                          | بزرگ‌ترین nuclear power producer, ۱۰۱٬۱۱۹ MWh | انرژی            | ۲۰۰۸    |
| ۲۷.   | ایالات متحده آمریکا                                                                                          | Most nuclear reactors for electricity generation, ۱۰۴ | انرژی            | ۲۰۰۸    |
| ۲۸.   | ایالات متحده آمریکا                                                                                          | بزرگ‌ترین proven coal reserves, ۲۴۶٬۶۴۳ million tons | انرژی            | ۲۰۰۶    |
| ۲۹.   | ایالات متحده آمریکا                                                                                          | بزرگ‌ترین بدهی خارجی, $۱۳٬۷۷۳٬۰۰۰٬۰۰۰٬۰۰۰ | دارایی           | ۲۰۰۹    |
| ۳۰.   | ایالات متحده آمریکا                                                                                          | بزرگ‌ترین بودجه دولتی revenues $۲٬۵۲۴٬۰۰۰٬۰۰۰٬۰۰۰ | دارایی           | ۲۰۰۸    |
| ۳۱.   | ایالات متحده آمریکا                                                                                          | بزرگ‌ترین government budget expenditures, $۲٬۹۷۹٬۰۰۰٬۰۰۰٬۰۰۰ | دارایی           | ۲۰۰۸    |
| ۳۲.   | ایالات متحده آمریکا                                                                                          | بالاترین government budget deficit, $-۴۵۵٬۰۰۰٬۰۰۰٬۰۰۰ | دارایی           | ۲۰۰۸    |
| ۳۳.   | ایالات متحده آمریکا                                                                                          | بزرگ‌ترین official gold reserves, ۸٬۱۳۳٫۵ tons | دارایی           | ۲۰۰۹    |
| ۳۴.   | ایالات متحده آمریکا                                                                                          | بزرگ‌ترین stock of foreign direct investment abroad, $۲٬۷۵۱٬۰۰۰٬۰۰۰٬۰۰۰٫۰۰ | دارایی           | ۲۰۰۸    |
| ۳۵.   | ایالات متحده آمریکا                                                                                          | بزرگ‌ترین stock of received foreign direct investment, $۲٬۲۲۰٬۰۰۰٬۰۰۰٬۰۰۰ | دارایی           | ۲۰۰۸    |
| ۳۶.   | ایالات متحده آمریکا                                                                                          | بزرگ‌ترین importer, $۲٬۱۹۰٬۰۰۰٬۰۰۰٬۰۰۰ | دارایی           | ۲۰۰۸    |
| ۳۷.   | ایالات متحده آمریکا                                                                                          | Worst current account balance, -$۶۶۴٬۱۲۵٬۰۰۰٬۰۰۰ | دارایی           | ۲۰۰۷    |
| ۳۸.   | ایالات متحده آمریکا                                                                                          | بزرگ‌ترین Exclusive Economic Zone, ۱۱٬۳۵۱٬۰۰۰ km۲ | جغرافیا          | ۲۰۰۹    |
| ۳۹.   | ایالات متحده آمریکا                                                                                          | بزرگ‌ترین bentonite producer, ۴٬۶۲۰٬۰۰۰ tons | صنعت             | ۲۰۰۶    |
| ۴۰.   | ایالات متحده آمریکا                                                                                          | بزرگ‌ترین molybdenum producer, ۵۸٬۹۰۰ tons | صنعت             | ۲۰۰۵    |
| ۴۱.   | ایالات متحده آمریکا                                                                                          | بزرگ‌ترین salt producer, ۴۶٬۵۰۰٬۰۰۰ tons | صنعت             | ۲۰۰۶    |
| ۴۲.   | ایالات متحده آمریکا                                                                                          | بزرگ‌ترین military budget, $ ۵۱۸٬۱۰۰٬۰۰۰٬۰۰۰ | نظامی            | ۲۰۰۵    |
| ۴۳.   | ایالات متحده آمریکا                                                                                          | بزرگ‌ترین arms exporter, $۷٬۴۵۴٬۰۰۰٬۰۰۰ | صنعت نظامی       | ۲۰۰۷    |
| ۴۴.   | ایالات متحده آمریکا                                                                                          | بیشترین ناو هواپیمابر, ۱۱ | نظامی            | ۲۰۰۹    |
| ۴۵.   | ایالات متحده آمریکا                                                                                          | Most cruisers in operation, ۲۲ | نظامی            |         |
| ۴۶.   | ایالات متحده آمریکا                                                                                          | Most destroyers in operation, ۵۳ |                  |         |
| ۴۷.   | ایالات متحده آمریکا                                                                                          | Most nuclear submarines in operation, ۷۱ | نظامی            |         |
| ۴۸.   | ایالات متحده آمریکا                                                                                          | بزرگ‌ترین airforce, 4000 units | نظامی            |         |
| ۴۹.   | ایالات متحده آمریکا                                                                                          | بالاترین science papers output, ۲٬۷۹۸٬۴۴۸ journal papers published between 1998-2008 | علم              | ۲۰۰۸    |
| ۵۰.   | ایالات متحده آمریکا                                                                                          | Most cited country, ۳۵٬۳۶۸٬۳۶۷ citations between 1993-2003 | علم              | ۲۰۰۴    |
| ۵۱.   | ایالات متحده آمریکا                                                                                          | Most Olympic Games hosted, ۸ (۱۹۰۴ Summer Olympics, 1932 Summer Olympics, 1984 Summer Olympics, 1996 Summer Olympics, 1932 Winter Olympics, 1960 Winter Olympics, 1980 Winter Olympics, 2002 Winter Olympics) | ورزش             | ۲۰۰۸    |
| ۵۲.   | ایالات متحده آمریکا                                                                                          | بیشترین مدال‌های المپیک, 1017 gold, 2551 total | ورزش             | ۲۰۱۰    |
| ۵۳.   | ایالات متحده آمریکا                                                                                          | بیشترین مدال‌های المپیک تابستانه, 2298 total, 930 gold | ورزش             | ۲۰۰۸    |
| ۵۴.   | ایالات متحده آمریکا                                                                                          | Winner of most Basketball World Championships for Women, ۷ (۱۹۵۳، ۱۹۵۷، ۱۹۷۹، ۱۹۸۶، ۱۹۹۰، ۱۹۹۸، ۲۰۰۲) | ورزش             | ۲۰۰۶    |
| ۵۵.   | ایالات متحده آمریکا                                                                                          | بهترین performance at World Aquatics Championships, 182 gold medals, 434 total medals | ورزش             | ۲۰۰۹    |
| ۵۶.   | ایالات متحده آمریکا                                                                                          | بهترین performance at World Championships in Athletics, 120 gold medals, 250 total medals | ورزش             | ۲۰۰۹    |
| ۵۷.   | ایالات متحده آمریکا                                                                                          | بهترین performance at World Backgammon Championship, 18 wins | ورزش             | ۲۰۰۹    |
| ۵۸.   | ایالات متحده آمریکا                                                                                          | بهترین performance at Women's Baseball World Cup, 2 times winner (۲۰۰۴، ۲۰۰۶) | ورزش             | ۲۰۰۸    |
| ۵۹.   | ایالات متحده آمریکا                                                                                          | بهترین performance at WTBA World Tenpin Bowling Championships, (women) 16 gold medals, 51 total medals | ورزش             | ۲۰۰۹    |
| ۶۰.   | ایالات متحده آمریکا                                                                                          | بهترین performance at UCI BMX World Championships, 24 gold medals, 69 total medals | ورزش             | ۲۰۰۹    |
| ۶۱.   | ایالات متحده آمریکا                                                                                          | بهترین performance at Golf World Cup (men), 23 wins | ورزش             | ۲۰۰۹    |
| ۶۲.   | ایالات متحده آمریکا                                                                                          | بهترین performance at World Lacrosse Championship (men), 8 times winner | ورزش             | ۲۰۰۹    |
| ۶۳.   | ایالات متحده آمریکا                                                                                          | بهترین performance at Women's Lacrosse World Cup, 6 times winner | ورزش             | ۲۰۰۹    |
| ۶۴.   | ایالات متحده آمریکا                                                                                          | بهترین performance at Racquetball World Championships | ورزش             | ۲۰۰۹    |
| ۶۵.   | ایالات متحده آمریکا                                                                                          | بهترین performance at ISF Women's World Championship (softball), 8 gold medals, 10 total medals | ورزش             | ۲۰۰۹    |
| ۶۶.   | ایالات متحده آمریکا                                                                                          | بهترین performance at tennis Davis Cup (men), 32 team wins | ورزش             | ۲۰۰۹    |
| ۶۷.   | ایالات متحده آمریکا                                                                                          | بهترین performance at tennis Fed Cup (women), 17 team wins | ورزش             | ۲۰۰۹    |
| ۶۸.   | ایالات متحده آمریکا                                                                                          | بهترین performance at tennis Hopman Cup (mixed pairs), 5 team wins | ورزش             | ۲۰۰۹    |
| ۶۹.   | ایالات متحده آمریکا                                                                                          | بهترین performance at FINA World Water Polo Championship (women), 3 times winner | ورزش             | ۲۰۰۹    |
| ۷۰.   | ایالات متحده آمریکا                                                                                          | بالاترین آمادگی الکترونیکی, ۸٫۹۵ out of ۱۰ | فناوری           | ۲۰۰۸    |
| ۷۱.   | ایالات متحده آمریکا                                                                                          | Longest total length of railways, ۲۲۷٬۷۳۶ km | حمل و نقل        | ۲۰۰۳    |
| ۷۲.   | ایالات متحده آمریکا                                                                                          | Longest total length of roadways, ۶٬۴۰۷٬۶۳۷ km | حمل و نقل        | ۲۰۰۴    |
| ۷۳.   | ایالات متحده آمریکا                                                                                          | Most airports, ۱۵٬۰۹۵ | حمل و نقل        | ۲۰۰۵    |
| ۷۴.   | ایالات متحده آمریکا                                                                                          | بزرگ‌ترین طول خطوط لوله‌کشی, ۷۹۳٬۲۸۵ km | حمل و نقل        | ۲۰۰۶    |
| ۷۵.   | ایالات متحده آمریکا                                                                                          | بزرگ‌ترین طول کل سیستم‌های حمل و نقل سریع, 1224.9 km | حمل و نقل        | ۲۰۰۸    |
| ۷۶.   | ایالات متحده آمریکا                                                                                          | بیشترین سرانه وسیله نقلیه موتوری, ۷۶۵ per 1000 population | حمل و نقل        | ۲۰۰۹    |
| ۱.    | اروگوئه | Most southernmost northernmost point on land, ۳۰°05'S | جغرافیا          | ۲۰۰۹    |
| ۱.    | واتیکان | کمترین جمعیت در جهان, ۸۰۰ | جمعیت‌شناسی       | ۲۰۰۸    |
| ۲.    | واتیکان | بزرگ‌ترین درصد جمعیت مهاجر, ۱۰۰٪ | جمعیت‌شناسی       | ۲۰۰۵    |
| ۳.    | واتیکان | کوچک‌ترین کشور جهان, ۰٬۴۴ km² | جغرافیا          | ۲۰۰۹    |
| ۱.    | ویتنام | کمترین درصد جمعیت مهاجر، ۰٫۰۲۴۹٪ | جمعیت‌شناسی       | ۲۰۰۵    |
| ۲.    | ویتنام | بزرگ‌ترین paramilitary, ۵٬۰۸۰٬۰۰۰ | نظامی            | ۲۰۰۶    |
| ۱.    | یمن | کمترین رفاه با توجه به شاخص رفاه شاخص رفاه لگاتوم | کیفیت زندگی      | ۲۰۰۸    |
| ۱.    | زیمبابوه | بالاترین unemployment rate, 90% of population | اقتصاد           | ۲۰۰۹    |
| ۲.    | زیمبابوه | Lowest GDP (PPP) per capita, 200 Int. $ (اطلاعات‌نامه جهان est.) | اقتصاد           | ۲۰۰۸    |
| ۳.    | زیمبابوه | Worst GDP (real) decline, -۱۴٫۱۰٪ (اطلاعات‌نامه جهان est.) | اقتصاد           | ۲۰۰۸    |
| ۴.    | زیمبابوه | Lowest environmental happiness according to Happy Planet Index, score of ۱۶٫۶ | کیفیت زندگی      | ۲۰۰۹    |
| ۵.    | زیمبابوه | بالاترین annual inflation rate, ۱۱٬۲۰۰٬۰۰۰٫۰۰٪ | دارایی           | ۲۰۰۸    |
| ۶.    | زیمبابوه | بالاترین central bank interest rate, ۹۷۵٫۰۰٪ | دارایی           | ۲۰۰۷    |
| ۷.    | زیمبابوه | بالاترین commercial bank prime lending rate, ۵۷۸٫۹۶٪ | دارایی           | ۲۰۰۷    |
| ۸.    | زیمبابوه | بالاترین public debt as percentage of GDP, ۲۴۱٫۲۰٪ | دارایی           | ۲۰۰۸    |
| ۹.    | زیمبابوه | Worst industrial production decline, -۱۴٫۷۰٪ (اطلاعات‌نامه جهان est.) | صنعت             | ۲۰۰۸    |
| ۱۰.   | زیمبابوه | Lowest level of innovation according to Global Innovation Index, score of -۱٫۶۳ | فناوری           | ۲۰۰۹    |

کشورهای شناخته شده‌ای که شرایط فهرست ترین‌ها را ندارند:
- آلبانی
- الجزایر
- آنتیگوآ و باربودا
- ارمنستان
- باهاما
- بحرین
- باربادوس
- بلاروس
- بلیز
- بنین
- بولیوی
- بوسنی و هرزگوین
- بوتسوانا
- برونئی
- بلغارستان
- میانمار
- کامبوج
- کامرون
- کیپ ورد
- چاد
- کومور
- کرواسی
- قبرس
- جیبوتی
- دومینیکا
- جمهوری دومینیکن
- اکوادور
- السالوادور
- گینه استوایی
- اریتره
- گابن
- گامبیا
- غنا
- گرنادا
- گواتمالا
- گینه بیسائو
- گویان
- هائیتی
- جامائیکا
- کنیا
- قرقیزستان
- لائوس
- لتونی
- لبنان
- لیبریا
- مقدونیه شمالی
- مالاوی
- مالزی
- مالت
- جزایر مارشال
- موریتانی
- مراکش
- موزامبیک
- نائورو
- نیکاراگوئه
- پالائو
- پاراگوئه
- رومانی
- رواندا
- سنت کیتس و نویس
- سنت لوسیا
- سنت وینسنت و گرنادین‌ها
- ساموآ
- سائوتومه و پرنسیپ
- سنگال
- سیشل
- سیرالئون
- اسلواکی
- اسلوونی
- جزایر سلیمان
- سری‌لانکا
- سودان
- سورینام
- تاجیکستان
- توگو
- تونگا
- ترینیداد و توباگو
- تونس
- اوکراین
- ازبکستان
- وانواتو
- ونزوئلا
- زامبیا